# Campagna delle isole Salomone
La campagna delle isole Salomone si svolse tra il gennaio 1942 e il settembre 1945 nell'omonimo arcipelago, nelle Bismarck e nelle acque circostanti tra l'Impero giapponese e gli Alleati, in primo luogo gli Stati Uniti d'America.
L'Impero giapponese occupò Rabaul il 23 gennaio 1942 e ne fece la base avanzata per le operazioni in Nuova Guinea e nelle Salomone, tese a isolare l'Australia dagli Stati Uniti. Una prima battuta d'arresto fu vissuta con la battaglia del Mar dei Coralli (4-8 maggio), dopo la quale i comandi giapponesi a Rabaul decisero di occupare l'isola di Guadalcanal e costruirvi un aeroporto, nella prospettiva di ulteriori avanzate verso sud-est. La mossa allarmò i comandi alleati che decisero per un'affrettata controffensiva: ne scaturì una lunga e sfibrante campagna (agosto 1942-febbraio 1943) con perdite pesanti per entrambi i combattenti e un totale capovolgimento di piani a medio e lungo termine. Questa prima fase della campagna nelle Salomone fu infine vinta dagli Stati Uniti, cui passò l'iniziativa militare e che procedettero a radunare forze importanti sotto la guida dell'ammiraglio William Halsey e del generale Douglas MacArthur per risalire le isole Salomone e riconquistare Rabaul. I comandanti nipponici, viceammiraglio Jin'ichi Kusaka e generale Hitoshi Imamura, che dovevano occuparsi anche del fronte in Nuova Guinea, organizzarono un bastione nelle isole della Nuova Georgia e furono appoggiati dall'ammiraglio Isoroku Yamamoto in persona, che comandò da Rabaul una serie di operazioni aeree volte a scardinare i grandi preparativi alleati. Esse non ebbero l'esito sperato e Yamamoto morì a Bougainville in un'imboscata aerea statunitense. Il 21 giugno 1943 si aprì la seconda fase della lotta nelle Salomone centrali, caratterizzata da feroci scontri navali notturni e duri combattimenti nella giungla. Alla fine i giapponesi preferirono evacuare Kolombangara, Vella Lavella e altre posizioni, ormai non più difendibili o saltate da Halsey, e concentrare le truppe su Bougainville: l'isola doveva essere difesa a ogni costo, perché era lo scudo ultimo per la base di Rabaul. Il 1º novembre 1943 una divisione marine, però, mise piede a terra sulla poco difesa costa occidentale; la testa di ponte respinse gli attacchi aerei di Kusaka e anche l'8ª Flotta nipponica, quindi fu sostenuta da due pesanti raid delle portaerei su Rabaul, che scongiurarono una grande controffensiva navale giapponese. Su Bougainville gli statunitensi attivarono aeroporti che, assieme a quelli nelle Salomone centrali, consentirono di avviare il martellamento di Rabaul, che i massimi capi alleati avevano deciso di isolare.
La campagna di Bougainville e quella aerea contro Rabaul si svolsero perciò in simultanea sino al 20 febbraio 1944, giorno nel quale l'Impero giapponese cessò di inviare rinforzi alla martoriata piazzaforte, comunque obiettivo di bombardamenti fino alla fine della guerra. Nelle Bismarck rimasero intrappolati tutti i comandi responsabili per le Salomone e forze ingenti; le operazioni militari calarono drasticamente e furono riaccese tra 1944 e 1945 dall'Esercito australiano, che cercò con scarso successo di liberare Bougainville. I giapponesi si arresero infine l'8 settembre 1945, ponendo fine a una delle campagne più importanti della guerra nel Pacifico.

## Antefatti

### Alleati e Stati Uniti
L'attacco di Pearl Harbor del 7 dicembre 1941 e la contemporanea espansione giapponese nel Sud-est asiatico e nell'oceano Pacifico occidentale resero improvvisamente inadeguate le strategie predisposte da Stati Uniti d'America, Impero britannico e Regno dei Paesi Bassi. Dopo il duro colpo inferto alla United States Pacific Fleet, la risposta degli Alleati fu l'affrettata organizzazione di un comando unificato (American-British-Dutch-Australian Command) per coordinarsi al meglio nell'opposizione all'Impero giapponese: entrato in funzione il 15 gennaio 1942, l'ABDA Command del generale d'armata Archibald Wavell estendeva la sua autorità dalla Birmania, colonia britannica, alla Nuova Guinea olandese, più la parte nord-occidentale dell'Australia. Il resto, ovvero la Nuova Zelanda, le isole Salomone, il Territorio della Nuova Guinea (un mandato australiano), la Nuova Caledonia, le Nuove Ebridi e le Figi ricaddero invece sotto la giurisdizione della cosiddetta ANZAC Area. La genesi di questo comando risaliva allo scorcio di dicembre, quando lo stato maggiore imperiale britannico si era rivolto a Washington perché proteggesse gli accessi nord-orientali all'Australia, appunto il Territorio e le Salomone; ma l'ammiraglio Ernest King, capo delle operazioni della United States Navy, aveva fatto presente che la Flotta del Pacifico era ancora incapace di assumersi un così grande compito e il 1º gennaio 1942 propose, invece, di formare un'area ANZAC comandata da un ufficiale di bandiera statunitense. Il Primo lord del mare Dudley Pound accettò la proposta e la sottopose al primo ministro australiano John Curtin, che l'accettò subito dopo la conquista giapponese di Rabaul in Nuova Britannia (23 gennaio). L'ANZAC fu attivato a fine mese con l'incarico di proteggere Australia e Nuova Zelanda, le rotte marittime con gli Stati Uniti e di respingere eventuali attacchi navali giapponesi: alla sua guida fu messo il viceammiraglio Herbert F. Leary, che però disponeva di appena tre incrociatori australiani e poche navi minori. In febbraio lo raggiunsero alcune unità statunitensi, più una squadriglia di Boeing B-17 Flying Fortress che atterrò a Townsville, tuttavia Curtin e i suoi collaboratori ritenevano che la difesa di Port Moresby fosse ancora problematica. King confermò comunque l'incapacità statunitense di condurre operazioni navali a ovest del 180º meridiano, come era stato concordato con Londra nel 1941, ma all'ammiraglio Chester Nimitz (comandante in capo della Flotta del Pacifico) ordinò di fare il possibile per tenere aperte le linee di comunicazione tra la costa occidentale, la Nuova Zelanda e l'Australia. Anche il generale George Marshall, capo di stato maggiore dell'United States Army, si era attivato e aveva inviato quattro divisioni e un reggimento per presidiare l'Australia, la Nuova Caledonia e le Figi.

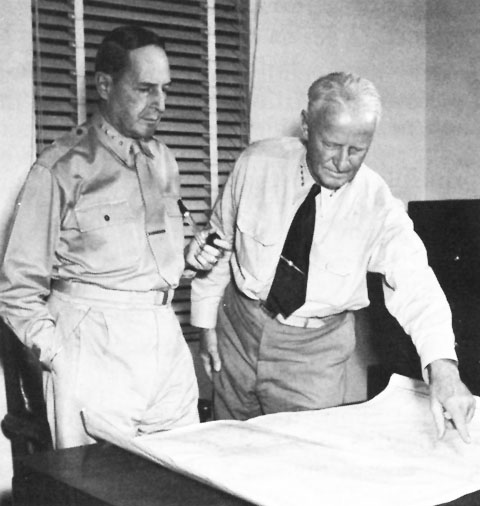
Il generale Douglas MacArthur (sinistra), comandante del SWPA, e l'ammiraglio Chester Nimitz, comandante il capo della Flotta del Pacifico

Intanto le operazioni nelle Indie olandesi e in Malesia si erano sviluppate con successivi disastri per le forze alleate e il 25 febbraio Wavell sciolse l'ABDACOM, scomparso del tutto dopo la conquista giapponese di Giava. Gli strateghi alleati, tra febbraio e marzo, si erano già messi all'opera per rimpiazzare l'ABDACOM e riorganizzare totalmente le responsabilità e le strategie anglo-statunitensi per il Pacifico, a patto che non inficiassero il principio cardine del Germany first (il quale stava già provocando un notevole affaticamento alla macchina bellica americana, appena avviata): il 23 febbraio il Combined Chiefs of Staff aveva già dato il proprio nullaosta per creare un comando britannico a ovest e un comando statunitense che si occupasse di tutto il teatro del Pacifico. A complicare la non facile ristrutturazione subentrò il generale d'armata Douglas MacArthur che, sfuggito alla cattura nelle Filippine, era arrivato in Australia: carismatico e orgoglioso, MacArthur vantava un lungo servizio sotto le armi, godeva della fiducia di Curtin e delle massime cariche dell'Esercito, ma al contrario era detestato nei circoli della Marina – per ovvi motivi la branca armata più importante nel teatro bellico oceanico. Dopo complesse discussioni tra le massime autorità militari a Washington e con gli stati maggiori australiani e neozelandesi, il 30 marzo entrarono in funzione il Pacific Ocean Areas (POA) e il South West Pacific Area (SWPA), che inglobò l'ANZAC. Il POA era guidato da Nimitz dal quartier generale alle Hawaii ed era suddiviso in North, Central e South Pacific Area. Il secondo era stato affidato a MacArthur, comandante supremo di tutte le forze alleate nella sua area, che interessava il Sud-est asiatico (meno Sumatra e la Malaysia, affidate ai britannici), l'Australia, il Territorio della Nuova Guinea e si estendeva fino al 159° latitudine est, dove confinava con la South Area: entrambi avevano natura per lo più difensiva, specialmente il SWPA che doveva garantire la tenuta dell'Australia in vista di una futura controffensiva. Nella South Pacific Area, tuttavia, il Joint Chiefs of Staff impose a Nimitz di nominare un subordinato, diversamente dalle altre due zone che erano sotto il diretto controllo dell'ammiraglio: infatti era in questa regione che era attesa la prossima mossa giapponese. Allo stesso modo, la South Pacific Area era vista da Marshall e King, così come dal JCS, quale la miglior piattaforma per contrastare le forze armate nipponiche e passare al contrattacco, di concerto con MacArthur, non appena fosse stato possibile. Il 13 aprile Nimitz scelse il viceammiraglio Robert Ghormley, allora a Londra e che impiegò due mesi per prendere effettivamente il comando (COMSOPAC) situato a Nouméa, che intanto era stato dotato di una forza aerea, di un apparato anfibio e di truppe. Tuttavia venne a crearsi una situazione poco chiara: Ghormley, infatti, non aveva un omologo dell'Esercito nella South Pacific Area, dove numerosi erano i soldati. Si corse ai ripari con la creazione di un comando apposito e sottoposto al viceammiraglio che, il 7 luglio 1942, fu affidato al maggior generale Millard Harmon, proveniente dalle United States Army Air Forces.

### Impero giapponese
La pianificazione delle simultanee offensive in Asia era stata formulata in seno al Gran Quartier generale imperiale, nominalmente presieduto dall'imperatore Hirohito e articolato in due sezioni, una per l'Esercito e una per la Marina. Ogni piano formulato era fondamentalmente un compromesso tra le due armi, divise da una profonda rivalità e da opposte visioni strategiche. Il capo di stato maggiore dell'Esercito, tenente generale Hajime Sugiyama, riteneva quelle nel Pacifico operazioni secondarie rispetto al principale impegno in Cina e al pericolo sovietico in Manciuria; la sua posizione era rafforzata dal fatto che il tenente generale Hideki Tōjō era capo del governo e ministro della Guerra. I massimi vertici della Marina (il capo di stato maggiore ammiraglio Osami Nagano e il comandante in capo della Flotta Combinata, ammiraglio Isoroku Yamamoto) indicavano negli Stati Uniti il nemico numero uno e in quello del Pacifico il teatro d'operazioni cruciale. Le due armi concordavano solo sul fatto che le risorse delle ricche colonie occidentali erano vitali per il Giappone e che dovevano essere assicurate con una guerra breve: Sugiyama e Tōjō acconsentirono, però, a sbloccare solo un moderato numero di divisioni per supportare la Marina. La concatenazione operativa scaturita alla fine del 1941 doveva molto all'ammiraglio Yamamoto – ideatore dell'attacco di Pearl Harbor, punto di partenza per tutti i successivi attacchi anfibi e aeronavali nel Pacifico. Egli trovò inoltre un alleato nel viceammiraglio Shigeyoshi Inoue, comandante della 4ª Flotta stanziata nel Mandato del Pacifico meridionale, che pose enfasi sulla cattura di Rabaul allo scopo di allontanare ogni minaccia dall'importante atollo di Truk, assicurarsi un eccellente porto naturale e farne la base per le operazioni contro l'Australia e le rotte che la collegavano agli Stati Uniti. Non esistevano per converso precise intenzioni sul continente, poiché l'Esercito aveva rifiutato di fornire le 12 divisioni ritenute indispensabili e la Flotta Combinata si limitò a indicare la convenienza di disporre di «punti strategici» nelle Bismarck. L'insperata serie di successi, tuttavia, proiettò l'Impero giapponese in una situazione strategica nuova e suggerì di approfittare della rotta degli Alleati: perciò il 29 gennaio 1942 lo stato maggiore generale della Marina, senza ricorrere al Gran Quartier generale, emanò nuove direttive. Fu autorizzata l'avanzata a sud-ovest e a sud-est di Rabaul in modo da guadagnare basi utili a future operazioni contro le Figi, le Samoa e «punti strategici nell'area australiana». Sugiyama non oppose obiezioni ai piani di Yamamoto e Nagano, se non altro perché erano richiesti ben pochi soldati e promettevano di riuscire facilmente in un'area dove gli Alleati avevano una scarsa presenza. Fu così deciso che le Kaigun Tokubetsu Rikusentai (KTR) si sarebbero occupate delle Salomone, mentre la formazione dell'Esercito già a disposizione di Inoue (il Distaccamento dei Mari del sud) fu diretto in Nuova Guinea, dove sbarcò a Lae e Salamaua senza colpo ferire l'8 marzo e stabilì una solida testa di ponte. La prevista marcia su Port Moresby tuttavia non poté avvenire per due motivi: modestia delle forze impiegate e un'improvvisa incursione aerea il 10 marzo di gruppi imbarcati statunitensi, le cui portaerei si trovavano nel Golfo di Papua; varie navi furono danneggiate e 4 trasporti affondati. Inoue non si era aspettato una presenza aeronavale degli Alleati nella sua area e, perciò, richiese il supporto della Flotta Combinata prima di attaccare Port Moresby. Nell'attesa che la 1ª Flotta aerea (viceammiraglio Chūichi Nagumo) concludesse con le sue portaerei una spedizione nell'Oceano Indiano, si dedicò a rimpiazzare le perdite, a consolidare le Bismarck e a insediare forze nelle Salomone settentrionali.
Tra marzo e aprile, a Tokyo, si svolsero feroci discussioni che riproposero la spaccatura tra Esercito e Marina sulla questione dell'occupazione di zone costiere dell'Australia, la logica roccaforte alleata nel Pacifico meridionale; ma lo stato maggiore generale dell'Esercito fu irremovibile nel suo ostruzionismo. Lo stato maggiore navale approvò dunque una strategia più indiretta per colpire l'Australia, cioè la conquista delle Samoa e delle Figi (operazione FS) che scontentò Yamamoto. Egli riteneva imperativo attirare in battaglia e distruggere le portaerei statunitensi, che avevano dimostrato la loro pericolosità, e soltanto dopo pensare ad avanzate sul fronte oceanico meridionale. L'ammiraglio impose la propria opinione il 5 aprile, dopo aver minacciato le dimissioni; concesse comunque che le portaerei Shokaku e Zuikaku, tra la fine delle operazioni nell'Oceano Indiano e l'inizio della ricercata battaglia decisiva (fissata per l'inizio di giugno), fossero distaccate con una scorta in appoggio a Inoue. Una volta che Port Moresby fosse stata presa e il braccio aeronavale della Flotta del Pacifico fosse stato distrutto, l'operazione FS avrebbe potuto essere attivata: il 18 maggio lo stato maggiore generale ne fissò l'inizio genericamente per luglio. Il 28 aprile, a seguito dell'incursione aerea su Tokyo e dopo che l'Esercito si disse d'accordo con queste disposizioni, il Gran Quartier generale emanò le indicazioni di massima per il nuovo ciclo operativo, tradotte in piani dalle due armi. Le intenzioni nipponiche, però, non si svilupparono come pronosticato. La 4ª Flotta del viceammiraglio Inoue e la squadra distaccata di due portaerei combatterono e persero la battaglia del Mar dei Coralli (4-8 maggio) contro la Task force 17 statunitense; la battaglia decisiva ricercata lungamente da Yamamoto si trasformò, a sua volta, in una disastrosa sconfitta giapponese a nord-ovest dell'atollo di Midway (4-6 giugno). Gli Alleati avevano potuto battere separatamente scaglioni della Marina imperiale grazie al cruciale lavoro di decrittazione dei codici navali giapponesi, che aveva fornito una serie d'informazioni essenziali (Magic) su piani, forze e disposizioni nipponiche. Tra le immediate conseguenze della dura battuta d'arresto ci fu la provvisoria sospensione dell'operazione FS e le manovre della Marina per nascondere l'entità della sconfitta persino all'Esercito che, per un certo periodo, andò avanti a pianificare nella certezza che la superiorità aeronavale giapponese fosse rimasta intatta. Nuovi ordini decretarono che l'appena formata 17ª Armata (tenente generale Harukichi Hyakutake) conquistasse via terra Port Moresby anche perché a fine giugno, dal comando a Rabaul, l'11ª Flotta aerea (viceammiraglio Nishizō Tsukahara) aveva reso noto che in Nuova Guinea gli Alleati stavano concentrando uno schieramento che doveva essere neutralizzato il prima possibile. L'operazione FS fu dapprima rinviata a settembre-ottobre, quindi annullata del tutto con la direttiva 112 del 14 luglio. Quello stesso giorno le isole Bismarck, la Nuova Guinea e le Salomone furono staccate dalla 4ª Flotta e affidate alla nuova 8ª Flotta (viceammiraglio Gun'ichi Mikawa), che si affiancò dunque all'11ª Flotta e alla 17ª Armata; compito di queste formazioni era concludere le operazioni in Nuova Guinea e contenere eventuali attacchi nemici, comunque attesi per il 1943.

## Terreno

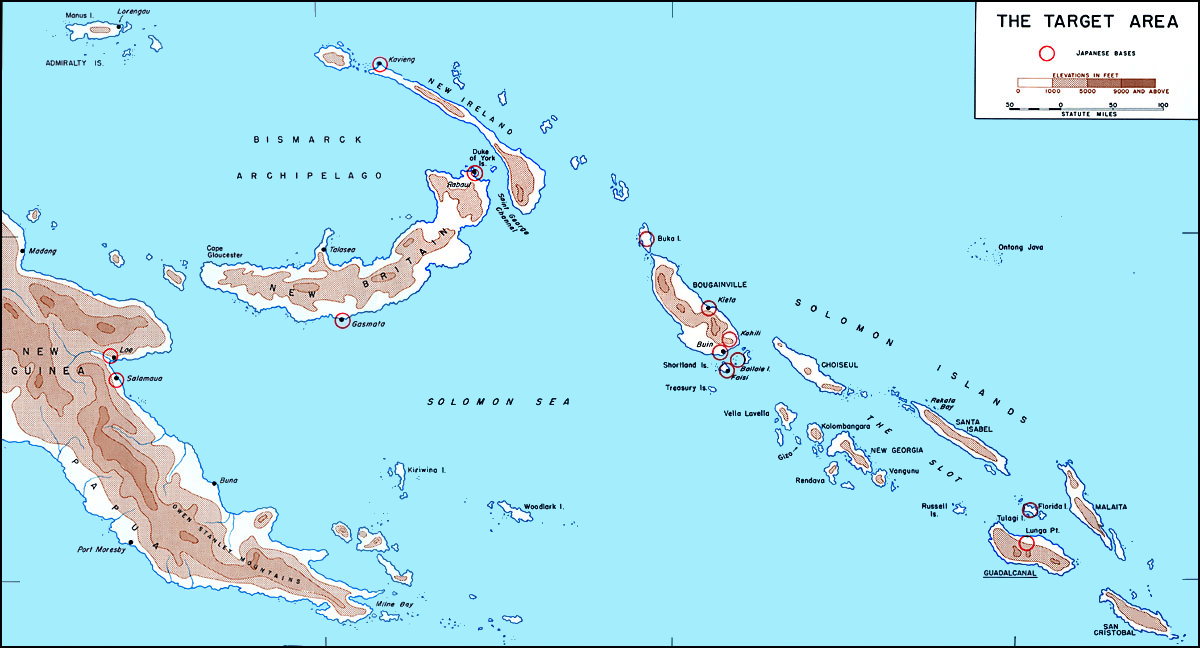
Da destra le isole Salomone, le Bismarck e la Nuova Guinea orientale (estate 1942): i cerchi rossi indicano le basi giapponesi

Le isole Salomone e l'arcipelago di Bismarck, parte della Melanesia, furono i luoghi direttamente interessati dalle operazioni. Si trovano appena sotto l'equatore, a nord-est dell'Australia e a est della Nuova Guinea. Le Salomone sono orientate in direzione nordovest-sudest e formano due catene, separate da un esteso braccio di mare, lo stretto della Nuova Georgia (detto The Slot, "la scanalatura", dai militari statunitensi). La fila superiore di isole, da sud a nord, annovera Malaita, Santa Isabel e Choiseul; quella inferiore Guadalcanal e il gruppo della Nuova Georgia, che comprende Vangunu, Rendova, Kolombangara e Vella Lavella. Le due catene sono idealmente saldate a nord-ovest da Bougainville e a sud-est da San Cristóbal, allungandosi per 1 110 chilometri circa. Bougainville, a sua volta, ha due satelliti: a sud le frastagliate isole Shortland, a nord l'ellittica isola di Buka. Le Bismarck sono pressoché contigue alle Salomone e si collocano subito a nord-ovest di queste; le due isole maggiori, Nuova Britannia e Nuova Irlanda, sono disposte a guisa di arco con la convessità rivolta a est e la seconda ne costituisce la sezione superiore. Orlate da svariati arcipelaghi minori, le Salomone e le Bismarck condividono le caratteristiche geografiche. L'interno è generalmente montuoso o collinoso e solo una ristretta fascia costiera sabbiosa si presta a facili spostamenti, poiché domina ovunque la foresta pluviale tropicale, rigogliosa e densa. Pochi, brevi e a regime torrentizio sono i fiumi, che spesso formano lagune ammantate da mangrovie e arbusti. Le isole principali, peraltro, sono il più delle volte costellate da una miriade di isolotti e scogliere coralline. Il clima è umido, si mantiene sui 30° o li supera, è segnato dai rovesci monsonici e presenta il raro fenomeno di un'evaporazione superiore alle pur ingenti precipitazioni (solo nella stagione "secca" una media di 450 mm): si tratta di un ambiente ideale per svariate patologie, una su tutte la malaria. Le poche e modeste pianure costiere erano state via via trasformate in piantagioni di noce da cocco dai coloni occidentali, per lo più britannici e australiani. Negli anni 1930 la popolazione indigena ammontava a circa 165 000 persone.

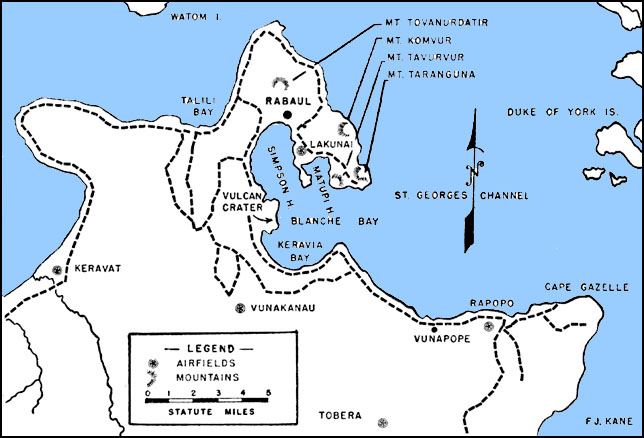
La regione di Rabaul, di grande importanza strategica durante la campagna

All'epoca della seconda guerra mondiale queste isole erano tra i posti più primitivi del mondo, senza infrastrutture. A terra si potevano giusto seguire piste o sentieri fangosi, pertanto i movimenti prediletti avvenivano via mare o tramite aereo. Pochi ed essenziali, comunque, erano gli aeroporti. Tuttavia i due gruppi di isole disponevano di rade, ancoraggi, baie capienti e siti adeguati per basi aeree, quasi tutte nella catena inferiore: regalavano perciò una discreta importanza strategica alle isole, amplificata dalla loro vicinanza alla Nuova Guinea. In cima alla penisola Gazelle, porzione nord-orientale della Nuova Britannia, si trova la rada migliore (baia Blanche) e quello che allora era l'unico vero porto della zona, Rabaul. Pur colpita nel 1937 dall'eruzione dell'adiacente vulcano, era una cittadina con strade ben tenute, volute dalle autorità del Territorio per ben collegare il porto alle numerose piantagioni circostanti; la Royal Australian Air Force vi aveva inoltre aperto gli aeroporti di Lakunai, Vunakanau e Rapopo. In ogni caso condurre una guerra in questa regione, all'epoca, rappresentava una sfida notevole per i belligeranti, oltretutto costretti a convogliarvi uomini, mezzi d'ogni genere e rifornimenti da grandi distanze, per non menzionare la necessità di dover costruire dal nulla basi, scali, depositi, rifugi, strade e così via. A titolo d'esempio, tra Truk e Rabaul ci sono quasi 1 500 chilometri e circa 900 separano Rabaul da Guadalcanal; da Pearl Harbor a Nouméa corrono oltre 6 100 chilometri e altri 1 500 circa devono essere percorsi dalla Nuova Caledonia per arrivare a Guadalcanal.

## Svolgimento della campagna

### L'avanzata giapponese e la reazione alleata

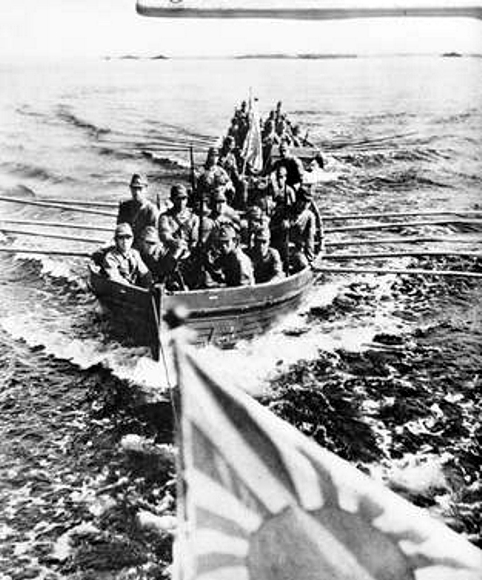
Fanteria di marina imperiale occupa senza resistenza Buka, subito a nord di Bougainville

La prima azione militare collegata alla campagna delle isole Salomone avvenne, in realtà, in Nuova Britannia. Il Distaccamento dei Mari del sud e la 4ª Flotta, con il supporto del 4º Gruppo aereo e quello passeggero della 1ª Flotta aerea, presero Rabaul e Kavieng (Nuova Irlanda nord-occidentale) dopo una flebile resistenza australiana. Per il Gran Quartier generale imperiale Rabaul divenne il fulcro delle operazioni nel settore e, dalla prospettiva degli Alleati, rappresentò un grave pericolo per la South Pacific Area e l'Australia. Dopo lo stabilimento della testa di ponte a Lae e Salamaua a marzo, Inoue rivolse la propria attenzione alle isole Salomone. L'arcipelago aveva conosciuto un'evacuazione di massa dei civili sin dai primi giorni delle ostilità e anche le simboliche guarnigioni australiane o britanniche cominciarono a essere sgomberate dopo la caduta di Rabaul; tuttavia una rete di intelligence clandestina , i Coastwatchers, fu lasciata sul posto. Si trattava di un'organizzazione ideata dal capitano di corvetta Eric Feldt nel 1939, articolata su una sessantina di avamposti gestiti da uno o due uomini, provvisti di potenti apparecchi radio e disseminati in tutte le isole. Comprendente de facto anche dei membri civili, volontariamente rimasti indietro, fece grosso affidamento sugli autoctoni per nascondersi o sfuggire alle pattuglie giapponesi. Già dal 6 marzo, infatti, navi della Marina imperiale cominciarono a visitare i villaggi costieri di Bougainville, sbarcando piccoli reparti di ricognizione che cercavano di ingraziarsi gli indigeni e farsi indicare i rifugi dei bianchi. Dal 30 marzo le KTR iniziarono a occupare in permanenza alcune località, in particolare l'isoletta di Buka a nord (che disponeva di una pista aerea di 430 metri), le isole Shortland a sud e la piana di Buin nella Bougainville meridionale: si trattava di luoghi adatti ad accogliere una squadra navale oppure ideali per costruire un aeroporto. Inoue era infatti preoccupato dalla imperfetta copertura aerea e dagli sporadici attacchi dei B-17, provenienti dalla Nuova Guinea e dall'Australia. La penetrazione nipponica nelle Salomone riprese a fine aprile 1942, in ottemperanza alle direttive supreme del 29 gennaio e secondo le linee dell'operazione MO: da Rabaul una porzione della 4ª Flotta, comprendente 4 cacciatorpediniere, un paio di posamine, una nave appoggio idrovolanti e un trasporto, fece rotta il 29 aprile per l'isoletta di Tulagi e l'adiacente Gavutu; il 3 maggio iniziò a far approdare truppe senza incontrare opposizione, salvo subire il 4 le incursioni aeree della Task force 17 (primo atto della battaglia del Mar dei Coralli). La squadra nipponica perse un cacciatorpediniere, un posamine e unità minori, ma Tulagi rimase in mano a Inoue e la costruzione di una stazione per idrovolanti non fu disturbata. Da Tulagi i giapponesi esplorarono la costa settentrionale di Guadalcanal, circa 37 chilometri a sud, e trovarono a punta Lunga un sito adatto per costruirvi un aeroporto; il 13 giugno lo stato maggiore navale dette la sua approvazione e cominciò il trasferimento di mezzi e uomini. A inizio luglio due incrociatori leggeri e 12 trasporti portarono sull'isola circa 2 700 uomini di due unità da costruzione, che si misero alacremente all'opera.
Subito dopo la battaglia delle Midway fu chiaro a entrambi i belligeranti che la guerra nel Pacifico aveva raggiunto un punto di svolta. La Marina statunitense, pur vittoriosa, non aveva la forza di attaccare direttamente il Pacifico centrale e pertanto gli alti comandi a Washington, d'accordo con Nimitz e MacArthur, videro l'opportunità di sferrare una controffensiva proprio nelle Salomone, vicine alle basi australiane della South Pacific Area e dove l'attività giapponese appariva più pericolosa per Port Moresby e l'Australia. Fu scartato un approccio settentrionale dalle isole Aleutine, due delle quali erano state occupate dai giapponesi durante la battaglia del 4-6 giugno, in quanto non pareva garantire veri vantaggi strategici e, oltretutto, in quella remota regione gli stessi giapponesi non avevano lasciato che modeste guarnigioni. Sin da subito l'attacco alle Salomone si configurò come un'avanzata verso Rabaul con lo scopo di annientarla e, durante giugno, si consumò il confronto tra i capi supremi statunitensi su come giungere a tale obiettivo. Il generale MacArthur si propose immediatamente come condottiero di questa prima offensiva; fece sapere che, con una divisione marine e due portaerei, avrebbe riconquistato le Bismarck e ributtato i giapponesi a Truk. Questo piano audace, almeno all'inizio, incontrò il favore del generale Marshall, dell'ammiraglio King e di altri alti ufficiali navali, che come MacArthur consideravano logico l'attacco a Rabaul. C'erano però diversi ostacoli: autonomia dei caccia con base a terra, forte presenza aerea nipponica e lo stato della 1st Marine Division, che si prevedeva pronta solo dal 5 luglio. Ma il vero problema riguardò, sin da subito, il comando, conteso tra l'Esercito (nella persona di MacArthur) e la Marina (nella persona di King): la seconda metà di giugno fu dominata da dispute tempestose e botta e risposta tra i massimi vertici delle forze armate, e solo grazie alla diplomazia del generale Marshall fu infine raggiunto un compromesso, riassunto nella direttiva del 2 luglio 1942. La controffensiva si sarebbe articolata in Task One ("fase 1": occupazione di Tulagi, indicativamente per l'inizio di agosto), Task Two ("fase 2": riconquista di Lae, Salamaua e della costa nord-orientale della Nuova Guinea, nonché delle restanti isole Salomone) e Task Three ("fase 3": assalto a Rabaul e altre posizioni vicine). La fase 1 fu affidata al duo Nimitz-Ghormley e, di conseguenza il confine tra SWPA e South Pacific Area fu spostato verso ovest di qualche grado; nelle fasi 2 e 3 sarebbe subentrato MacArthur, con la postilla che il JCS avrebbe vagliato l'opportunità di poter reinserire Nimitz. Incredibilmente Guadalcanal fu aggiunta alla prima fase solo il 5 luglio, dopo che i messaggi dei Coastwatchers e intercettazioni radio vi confermarono la stabile presenza giapponese. Le forze per questa "operazione Watchtower" si concentrarono nel SOPAC e furono indicate come Task force 61, il cui comando fu delegato da Ghormley al viceammiraglio Frank Fletcher: egli suddivise le 82 navi in un gruppo da trasporto (contrammiraglio Richmond Turner) e in un gruppo di supporto a distanza, articolato in tre squadre (una ciascuna per le portaerei dispiegate). Tutti gli aerei con base a terra furono riuniti nella Task force 63 (contrammiraglio John McCain); la 1ª Divisione marine (circa 19 000 effettivi) del maggior generale Alexander Vandegrift fu infine incaricata di sbarcare a Tulagi e Guadalcanal. Si aggregò anche la Task force 44 inviata da MacArthur e al comando del contrammiraglio britannico Victor Crutchley (forte di 4 incrociatori e 9 cacciatorpediniere), che fu sottoposta a Turner.

### La campagna di Guadalcanal

#### Un inizio difficile

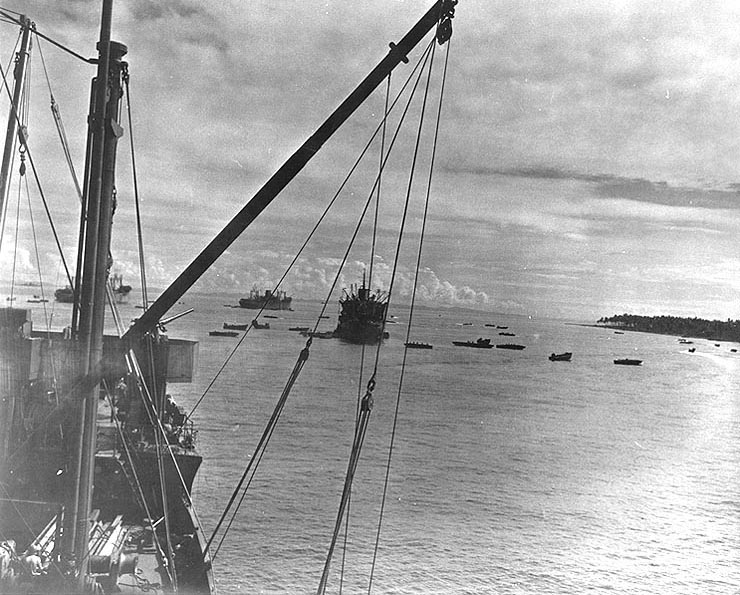
7 agosto 1942, giorno dello sbarco a Guadalcanal

La mattina del 7 agosto 1942 le squadre navali alleate, complice la pigra vigilanza giapponese, dettero avvio agli sbarchi nella sorpresa più totale della guarnigione; ma se a Guadacanal non ci fu resistenza, la battaglia di Tulagi richiese agli statunitensi tutta la giornata e anche l'8 agosto per venire a capo dell'aspra opposizione del modesto presidio giapponese. A Rabaul la notizia dell'invasione causò un certo scompiglio, ma il viceammiraglio Mikawa prese in mano la situazione: organizzò alcuni trasporti per un controsbarco e salpò con l'ammiraglia Chokai, seguito da sei incrociatori e un cacciatorpediniere. Nella notte tra l'8 e il 9 agosto attaccò e distrusse quattro incrociatori pesanti degli Alleati e disperse le altre navi, ma non spinse fino in fondo l'attacco, preoccupato dalla presenza di portaerei statunitensi: dunque ripiegò. La sconfitta, però, fu tale che Turner preferì rimandare alle Nuove Ebridi le sue unità con una parte delle truppe a bordo, Fletcher si mantenne a sud di Guadalcanal e la 1ª Divisione marine rimase suddivisa tra Tulagi (circa 6 000 uomini) e Guadalcanal (11 000 effettivi); il generale Vandegrift allestì un perimetro difensivo, pur incompleto, attorno all'aeroporto di Guadalcanal, sul quale si misero al lavoro i Seabees per renderlo operativo il prima possibile. I giapponesi iniziarono a sferrare attacchi a cadenza quotidiana con gli apparecchi dell'11ª Flotta e a bombardare, con singole unità e di notte, la testa di ponte dal mare. Il 18 agosto l'aeroporto, ribattezzato Henderson Field, fu reso agibile e Nimitz e Ghormley fecero il possibile per inviarvi rifornimenti e aeroplani senza soluzione di continuità. Marshall, su proposta di King, autorizzò Harmon a trattenere nel SOPAC i B-17, i North American B-25 Mitchell e i Martin B-26 Marauder (circa 90 aerei in totale) in transito per l'Australia. Gli Stati Uniti, così, potevano intercettare o respingere nella zona di Guadalcanal qualsiasi vascello o aereo giapponese vi si fosse avventurato di giorno. La notte, al contrario, le navi giapponesi godevano di grande libertà e facevano approdare truppe sull'isola.

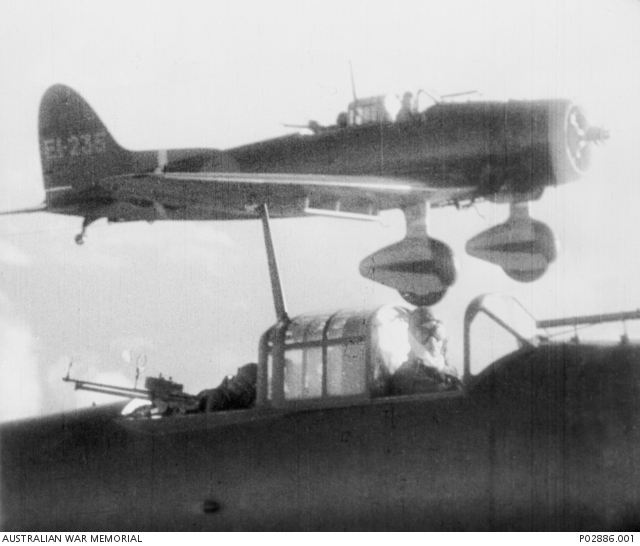
Battaglia delle Salomone orientali: due bombardieri in picchiata Aichi D3A della Shokaku tornano alla portaerei dopo aver danneggiato la Enterprise. Si possono notare le coperture aerodinamiche del carrello fisso e, nella cabina posteriore, le mitragliatrici Type 92 da 7,7 mm.

Pochi giorni dopo lo sbarco il Gran Quartier generale imperiale ordinò di annientare quella che fu ritenuta un'azione dimostrativa e ne incaricò Mikawa e il generale Hyakutake, la cui 17ª Armata era già in parte impegnata in Nuova Guinea: pur disponendo di 50 000 uomini circa, le unità che la componevano erano sparpagliate in lungo e in largo nel Pacifico. Il primo reparto arrivato, meno di 1 000 effettivi sbarcati da cacciatorpediniere a est dell'aeroporto, si gettò all'attacco senza alcuna preparazione preventiva e fu annientato il 21 agosto. Nel frattempo, dalle acque metropolitane e dalla grande base di Truk dove si trovava Yamamoto, erano calate la 2ª Flotta (viceammiraglio Nobutake Kondō) e la 3ª Flotta (viceammiraglio Nagumo), la quale radunava le superstiti portaerei di squadra nipponiche: loro compito era agganciare la Task force 61 in battaglia e, al contempo, proteggere un convoglio con 1 500 uomini per Guadalcanal. Le due marine si affrontarono nella battaglia delle Salomone Orientali (23-26 agosto) che costò ai giapponesi la perdita della portaerei Ryujo, di un trasporto, un cacciatorpediniere e 90 velivoli; Fletcher non accusò unità affondate e la USS Enterprise, colpita e avviata alle riparazioni, fu rimpiazzata dalla nuova USS Hornet. La Flotta Combinata, a questo punto, potenziò le spedizioni notturne di veloci cacciatorpediniere, capaci di discendere lo "Slot", scaricare uomini e rifornimenti sulla costa occidentale di Guadalcanal e tornare alle basi di Rabaul e Shortland più rapidamente dei normali e vulnerabili trasporti: la puntualità di tali operazioni fece sì che i marine le indicassero come Tokyo Express. Intanto l'aeroporto Henderson era stato migliorato e il 1st Marine Aircraft Wing, più aerei della Marina e dell'Esercito, furono raggruppati nella Cactus Air Force (CAF) del brigadier generale Roy Geiger, che rispondeva a McCain (rimpiazzato dal contrammiraglio Aubrey Fitch a metà settembre). Piccoli convogli, o singole navi, recarono rifornimenti e materiali a Vandegrift, che poté inoltre trasferire due battaglioni da Tulagi a Guadalcanal giusto in tempo per respingere il violento attacco che, tra il 10 e il 12 settembre, la 35ª Brigata del generale Kiyotake Kawaguchi lanciò sul lato meridionale del perimetro, il tratto più debole: i giapponesi arrivarono vicino a cogliere un notevole successo, supportati inoltre da diverse unità navali che tirarono nottetempo sulle postazioni statunitensi. In ogni caso, grazie al volume di fuoco dell'artiglieria e alle doti di comando di Vandegrift, la fanteria nipponica non riuscì a sfondare e subì gravi perdite (circa 850 morti) prima di ripiegare a ovest del perimetro, dietro il fiume Matanikau. Come contropartita gli sbarramenti di sommergibili della 6ª Flotta giapponese, a sud e a est delle Salomone, riuscirono a eliminare due portaerei della TF 61: il 31 agosto la USS Saratoga fu gravemente danneggiata e dovette tornare in California per un lungo raddobbo, mentre il 15 settembre la USS Wasp (parte dello schermo difensivo di un convoglio con il 7º Reggimento marine) fu devastata da tre siluri dello I-19 e affondò al largo di San Cristóbal.

#### Le battaglie decisive

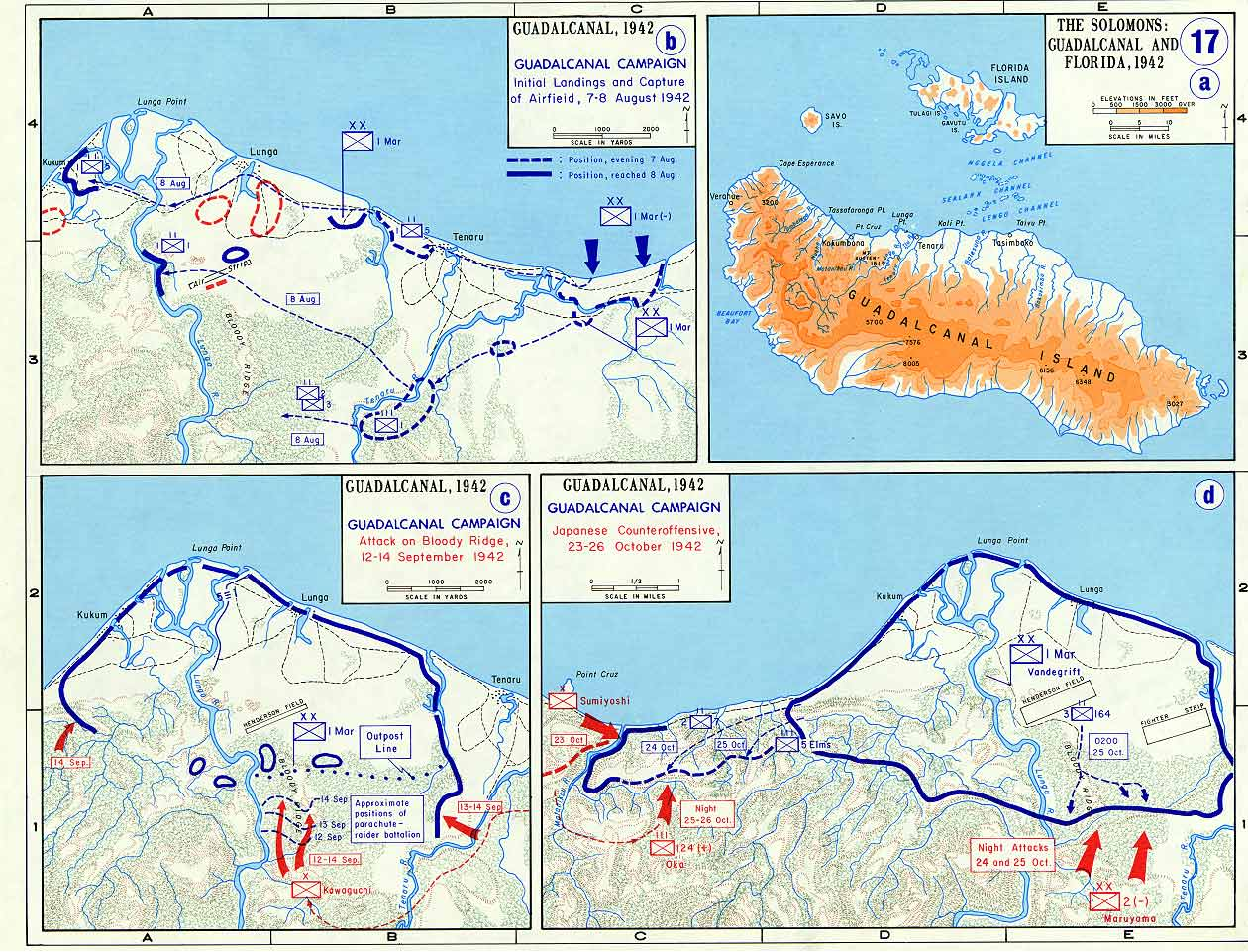
La carta di Guadalcanal (in alto a destra) e, in senso antiorario, lo sbarco, la battaglia di settembre e quella di ottobre 1942

Da metà settembre il tempo pessimo impedì le operazioni aeree ed entrambi i contendenti si dedicarono ad accumulare forze. Il Gran Quartier generale imperiale, il 23, deliberò la priorità della lotta su Guadalcanal sia per l'esercito che per la marina, a scapito del fronte in Nuova Guinea a sua volta in stallo: i comandi a Rabaul e Truk pianificarono il trasferimento sull'isola della 2ª e 38ª Divisione fanteria, per condurre un'offensiva generale il 20 ottobre. Ci fu inoltre un cambio al vertice, dato che il malato Tsukahara cedette il comando dell'11ª Flotta aerea al viceammiraglio Jin'ichi Kusaka. In campo statunitense, Vandegrift consolidò il perimetro e tentò di espanderlo verso ovest con moderato successo, oltre a ricevere notizia che rinforzi erano previsti per il mese successivo. Ghormley e Harmon trovarono invece una forte opposizione per incrementare il numero di aerei nel SOPAC (circa 800 a fine agosto): il generale dell'aeronautica Henry Arnold, infatti, non intendeva distogliere risorse dal fronte europeo e dall'allestimento dell'operazione Torch, in questo appoggiato da Marshall. Il generale MacArthur, Nimitz e il SOPAC ebbero dunque ordine di cooperare al meglio e di condividere le risorse. I giapponesi, piagati da problemi con le proprie forze aeree (circa 300 apparecchi) tra affaticamento degli equipaggi, perdite, carenze logistiche, riuscirono a trasportare una grossa parte della 2ª Divisione sull'isola. Harmon convinse Ghormley a inviare il 164º Reggimento dell'"Americal" Division, che sbarcò a punta Lunga protetto dalla Task force 64 del contrammiraglio Norman Scott: egli si portò a ovest di Guadalcanal e qui batté una squadra giapponese, diretta a bombardare nottetempo l'aeroporto e seguita a distanza da un importante gruppo navale. Scott riuscì ad affondare l'incrociatore pesante Furutaka ma perse a sua volta il cacciatorpediniere USS Duncan e non localizzò il convoglio, che poté sbarcare i rinforzi indisturbato. Dalle linee nipponiche del Matanikau iniziò, il 13, un tiro d'artiglieria sull'aeroporto; la notte le due navi da battaglia Kongo e Kirishima della 2ª Flotta arrivarono non viste al largo della testa di ponte ed effettuarono il più distruttivo bombardamento dell'intera campagna. Seguirono serrate incursioni aeree e un secondo cannoneggiamento, operato dagli incrociatori di Mikawa: la CAF ne uscì malconcia e il 15 ottobre i giapponesi fecero approdare truppe in pieno giorno. Il 18 Ghormley, logorato dalle responsabilità e pessimista, fu rimpiazzato dall'aggressivo viceammiraglio William Halsey; questi fece salpare le Task force 16 e 17 del contrammiraglio Thomas Kinkaid con le uniche due portaerei (Enterprise e Hornet) per opporsi alla Marina imperiale, le cui manovre erano stati rilevate da Magic, Coastwatchers e ricognizioni aeree. Difatti l'ammiraglio Yamamoto si stava preparando a intervenire non appena l'aeroporto fosse stato conquistato da Hyakutake, che disponeva di 20 000 uomini. Tuttavia i movimenti nella giungla sconosciuta e accidentata, allo scopo di attaccare il perimetro da tutti i lati, ritardarono la tabella di marcia e l'attacco scattò solo il 24: pur con l'appoggio di artiglieria e carri armati, gli assalti nipponici furono violenti ma scoordinati e le postazioni statunitensi furono appena intaccate. Il 25 ottobre Yamamoto ricevette un'apparente conferma che l'aeroporto era caduto e inviò le sue formazioni, che si scontrarono con gli americani al largo delle Santa Cruz. La Hornet fu affondata e la Enterprise colpita, ma i giapponesi ebbero quasi 100 velivoli abbattuti con la perdita dei loro insostituibili piloti, oltre ad accusare danni sulla Shokaku e sulla Zuiho e, pertanto, ripiegarono.
La precaria situazione statunitense a Guadalcanal era in parte generata anche dalle molte e contemporanee responsabilità di Washington nel mondo, dall'arretratezza delle infrastrutture in Nuova Caledonia e Nuove Ebridi e dalle colossali necessità di vascelli per il teatro del Pacifico. Nel settembre 1942 ogni singolo marine al fronte comportava l'invio di 4,5 tonnellate di materiali vari e solo a Nouméa si erano ammassate quasi 90 navi con le stive parzialmente o completamente piene, poiché mancavano manodopera, moli e gru per scaricarle. Il caos era amplificato dalla struttura bicefala delle forze alleate nel SOPAC e dall'indipendenza delle armi, ciascuna delle quali inviava lunghi elenchi di forniture: Ghormley, Halsey e Harmon dovettero far fronte da soli alla grave congestione navale. A inizio novembre il generale Vandegrift, riorganizzatosi, intraprese un'offensiva del Matanikau per infliggere il colpo di grazia ai reparti giapponesi, ma interruppe quasi subito l'azione: cacciatorpediniere imperiali avevano sbarcato truppe della 38ª Divisione a est, a punta Koli, dove si era accampata parte dei sopravvissuti della 2ª Divisione. I marine attaccarono questo concentramento, cui seguì una lunga serie di imboscate e scontri nella giungla tra la colonna giapponese in marcia verso il Matanikau e reparti statunitensi. Solo una parte della fanteria nipponica, molto provata, arrivò a destinazione. Nel frattempo si erano svolte altre, cruciali, operazioni aeronavali. Infatti, subito dopo la sconfitta di ottobre, l'Impero giapponese allestì una seconda offensiva: l'ammiraglio Yamamoto radunò alle Shortland una dozzina di trasporti per recare a Guadalcanal 7 000 effettivi della 38ª Divisione e artiglieria. Poiché la 3ª Flotta di portaerei era ormai inutilizzabile tranne che per la Junyo, piazzata a nord dell'arcipelago, ordinò al viceammiraglio Kondō di bombardare nella notte del 12-13 novembre l'aeroporto; questi distaccò un gruppo di cacciatorpediniere per scortare il convoglio all'isola. Il Tokyo Express intensificò le missioni e l'11ª Flotta aerea ebbe rinforzi per distruggere l'aeronautica di Henderson Field; diversi sommergibili presero posizione attorno a Guadalcanal. Questa volta gli alti comandi a Truk e Tokyo nutrivano fiducia nell'operazione, che godeva dello schieramento di 4 navi da battaglia, 5 incrociatori pesanti e 30 cacciatorpediniere. L'attività nipponica non passò inosservata ai Coastwatchers e ai servizi d'informazione e decrittazione alleati, pertanto Halsey e il generale Harmon (che avevano formato un efficiente duo) caricarono sui trasporti il 182º Reggimento dell'"Americal", unità di supporto e tonnellate di rifornimenti per irrobustire la testa di ponte. Il prezioso convoglio impose di mettere in mare praticamente tutte le forze navali del SOPAC, consistenti in due navi da battaglia, tre incrociatori pesanti, alcuni leggeri e una ventina di cacciatorpediniere. Il contrammiraglio Daniel Callaghan prese il comando di questa Task force 67, ebbe sotto di sé il collega Scott e la Enterprise danneggiata, che si collocò a sud di Guadalcanal, in posizione tale da sostenere la CAF e non essere localizzata dagli aerei nipponici: in sua difesa rimasero le corazzate e alcuni cacciatorpediniere.

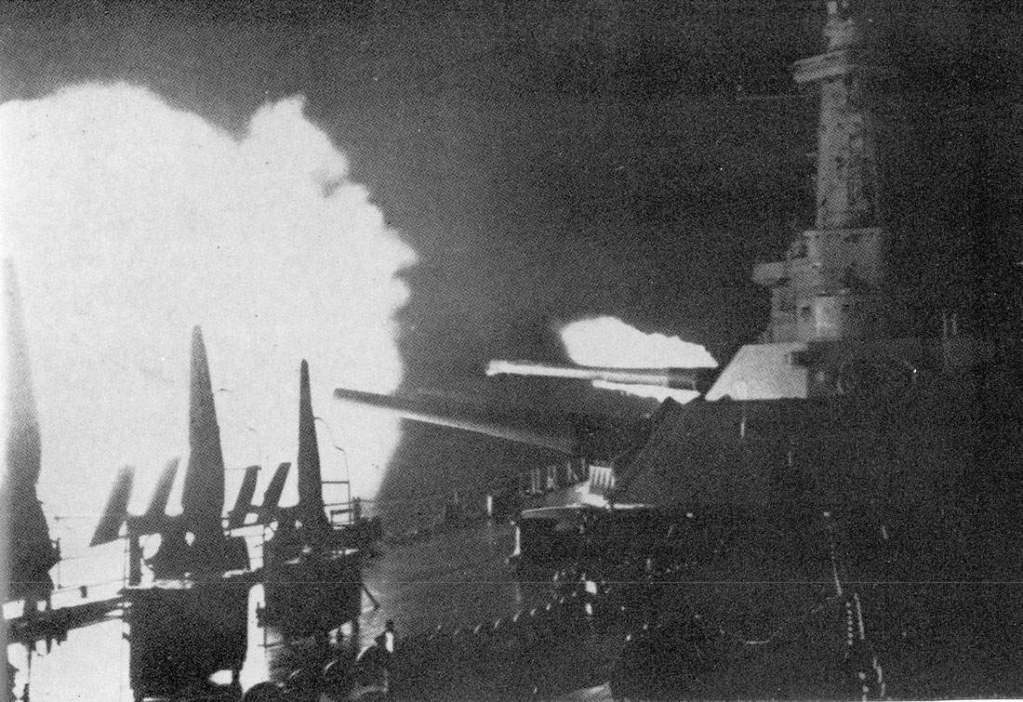
La Washington aziona i calibri principali nello scontro del 14-15 novembre 1942

Il convoglio statunitense arrivò in due scaglioni la mattina dell'11 e del 12 novembre e lo scarico fu completato in rapidità, tra le incursioni dei velivoli di Rabaul che, però, riuscirono solo a danneggiare l'incrociatore pesante USS San Francisco. Callaghan riaccompagnò verso est il convoglio, prima di tornare nelle acque tra Guadalcanal e Savo per respingere la formazione di Kondō, forte di due navi da battaglia e una decina di cacciatorpediniere. Per una serie di circostanze ed errori le due formazioni quasi si scontrarono nella notte illune e ne nacque una caotica e brutale battaglia notturna: i giapponesi, meglio addestrati a questo genere di scontri, seppero infliggere più colpi all'avversario, ma la nave da battaglia Hiei subì danni troppo gravi e la mattina del 13 fu mandata a fondo dall'equipaggio. Per contro Callaghan e Scott erano rimasti uccisi e la Task force 67, pur vittoriosa, aveva perso due incrociatori e quattro cacciatorpediniere. Halsey mancò di organizzare rapidamente un piano d'emergenza, sicché la notte del 13-14 gli incrociatori dell'8ª Flotta di Mikawa arrivarono senza problemi a Guadalcanal e bombardarono le piste aeree, ma non colsero un grande successo e, lungo la rotta del rientro a Rabaul furono attaccati dalla CAF e dagli apparecchi della Enterprise, che riuscirono ad affondare l'incrociatore pesante Kinugasa. Proprio durante queste azioni fu avvistato il convoglio giapponese, salpato dalle Shortland e che per tutto il 14 novembre fu tartassato da incursioni aeree. Nel frattempo una formazione improvvisata (corazzate USS Washington, USS South Dakota e 4 cacciatorpediniere) aveva ricevuto ordine da Halsey di incrociare a ovest di Guadalcanal per fermare a ogni costo il secondo, sicuro attacco giapponese. In effetti il viceammiraglio Kondō, impressionato dalla sconfitta, si diresse con la superstite Kirishima e tutte le altre sue navi a completare la missione. Si svolse così una seconda battaglia notturna che, stavolta, fu vinta dagli statunitensi con la distruzione della Kirishima. All'alba del 15 il martoriato convoglio, ormai ridotto a 4 trasporti, arrivò a destinazione e cominciò a scaricare il più in fretta possibile; ma la CAF, l'artiglieria e un cacciatorpediniere demolirono i cargo. La grande operazione giapponese, a costo di dure perdite, si era conclusa con lo sbarco di appena 2 000 uomini e poche tonnellate di rifornimenti.

#### La sconfitta giapponese

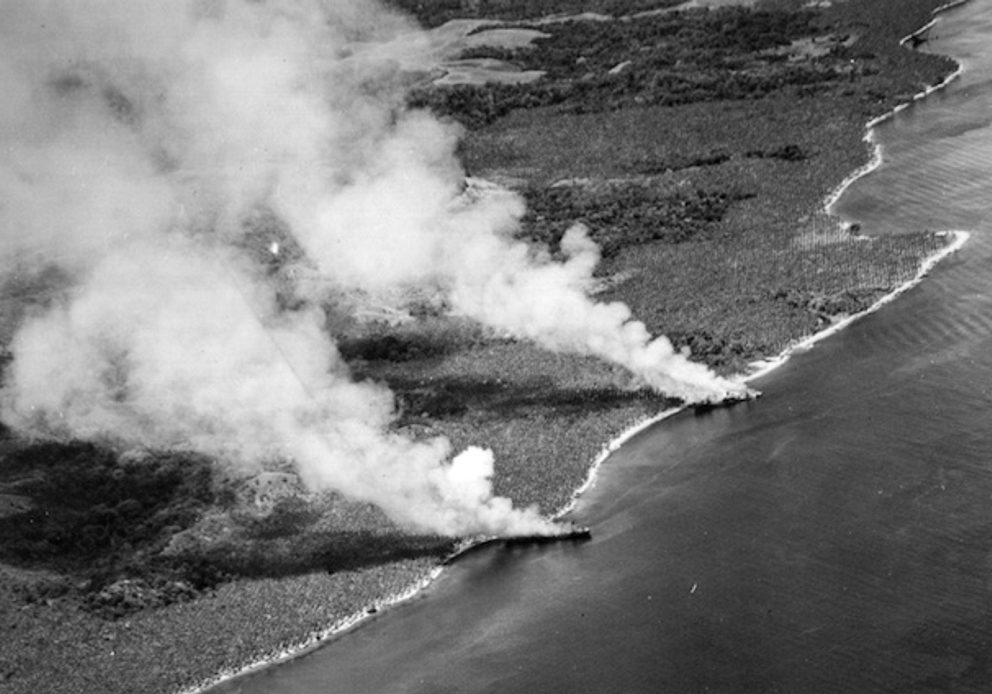
La fine disastrosa delle operazioni nipponiche a metà novembre 1942: bruciano due trasporti incagliati a Guadalcanal

La complessa battaglia di metà novembre segnò uno spartiacque nella lotta per Guadalcanal: l'Impero giapponese, per la prima volta dall'inizio delle ostilità, si trovava in grave difficoltà e gli Stati Uniti e gli Alleati poterono consolidare definitivamente la loro presenza nel Pacifico sud-occidentale, stante anche il positivo sviluppo delle operazioni in Nuova Guinea. L'allentamento della morsa giapponese attorno a Guadalcanal consentì al viceammiraglio Halsey e al collega Harmon di inviare più carichi di rifornimenti ed equipaggiamenti al generale Vandegrift; inoltre la CAF poté ingrossarsi fino a 188 apparecchi, utilizzare una seconda pista aerea per i caccia e difendere con maggior successo lo spazio aereo nelle Salomone meridionali. Nelle basi del SOPAC la crisi del naviglio logistico cominciò ad attenuarsi grazie in particolare al brigadier generale Raymond Williamson, capo dei servizi portuali a Nouméa: egli reclutò neozelandesi, soldati e ottenne dalla France libre di poter usare i suoi moli commerciali, riuscendo a riattivare movimenti regolari. A metà dicembre 1942 erano rimaste 29 delle quasi 90 navi stazionate a Nouméa. Sussistevano comunque problemi, uno su tutti lo stato mediocre dell'aeroporto Henderson, incapace di accogliere unità di bombardieri pesanti come avrebbe desiderato Harmon, e una persistente negligenza da parte della Marina nella composizione dei carichi dei trasporti. Halsey lamentava invece i deludenti risultati dei B-17 nell'interdizione alle navi. Ciononostante i due ufficiali lavorarono con sufficiente armonia e Halsey si rivelò più ricettivo di Ghormley ai suggerimenti e ai problemi delle forze terrestri; i due, anzi, erano uniti nel criticare una certa mancanza di collaborazione da parte del generale MacArthur, il cui contributo alla campagna nelle Salomone si limitava all'inivio dei B-17 a bombardare di tanto in tanto Rabaul e Bougainville. Questi si difendeva affermando l'effettiva carenza di sue forze navali e l'importanza dei combattimenti in atto nella Nuova Guinea orientale.

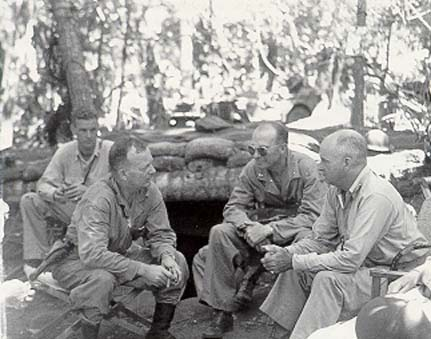
Il generale Vandegrift dei marine (primo da destra) cedette la gestione dell'ultima fase della lotta a Guadalcanal al generale Patch, dell'esercito (secondo da destra), e andò incontro a un periodo di riposo con la 1ª Divisione

A Rabaul e a Truk i comandanti giapponesi affrontarono l'imprevisto sviluppo della campagna e della guerra. La Marina aveva perso numerose unità, l'aeronautica basata a terra si era dissanguata, l'Esercito aveva fallito ogni attacco all'aeroporto e la guarnigione a Guadalcanal era scivolata in una gravissima crisi logistica: le truppe aggrappate al Matanikau e a un sistema collinare subito a sud-ovest del perimetro, infatti, erano a corto di tutto, soprattutto di medicine. Le morti per malattia e inedia si moltiplicarono, ma tra il 18 e il 23 novembre le truppe riuscirono a contenere una puntata offensiva dei soldati statunitensi. Allo scopo di rifornirle e nell'attesa di formulare una nuova strategia, l'8ª Flotta escogitò una nuova modalità per minimizzare la durata della permanenza nelle infide acque di Guadalcanal. Fusti di carburante vuoti furono ripuliti, riempiti dei materiali da trasportare e uniti a formare dei cordoni, quindi caricati sui cacciatorpediniere che dovevano rilasciarli poco al largo delle coste in mano giapponese: i soldati li avrebbero recuperati e portati al sicuro. La prima missione di nuovo genere coinvolse otto cacciatorpediniere e iniziò il 29 novembre; i movimenti giapponesi furono scoperti dal SOPAC grazie alle numerosi fonti di informazione e Halsey distaccò la ricostituita Task force 67, affidata al contrammiraglio Carleton Wright. Questi intercettò nella notte tra il 30 novembre e il 1º dicembre le navi nipponiche, nel bel mezzo della procedura di scarico. Tuttavia il comandante, contrammiraglio Raizō Tanaka, reagì con un nutrito lancio di siluri che sventrò quattro dei cinque incrociatori statunitensi, dei quali lo USS Northampton colò a picco. Wright riuscì ad affondare solo un cacciatorpediniere giapponese, una ben misera prestazione che si tradusse nella sua destituzione. Il Tokyo Express condusse altre missioni a dicembre, ma tra difficoltà sempre più grandi e altre perdite. Tra il 16 novembre e il 9 dicembre furono persino utilizzati nel trasporto dei rifornimenti i sommergibili oceanici della 6ª Flotta, un impiego disperato con minimi benefici. L'evoluzione della campagna e della lotta in Nuova Guinea aveva intanto convinto il Gran Quartier generale imperiale a razionalizzare i comandi nel Pacifico meridionale: il 26 novembre lo stato maggiore generale dell'Esercito formò l'8ª Armata d'area del tenente generale Hitoshi Imamura, che faceva diretto riferimento alla sezione dell'esercito nel Gran Quartier generale: ebbe sotto di sé la 17ª Armata (Salomone) e la 18ª Armata (tenente generale Hatazō Adachi) che prese in carico la Nuova Guinea. La Marina seguì l'esempio il 24 dicembre con l'attivazione della Flotta dell'Area sud-orientale, affidata a Kusaka: alle dipendenze della Flotta Combinata, mantenne il comando diretto dell'11ª Flotta aerea e gli fu sottoposta l'intera 8ª Flotta. Sebbene la nuova gerarchia avesse dovuto anticipare un'ennesima offensiva per il gennaio 1943, il Gran Quartier generale imperiale rese noto il 29 dicembre (dopo la formale autorizzazione dell'imperatore) che Guadalcanal doveva essere evacuata.

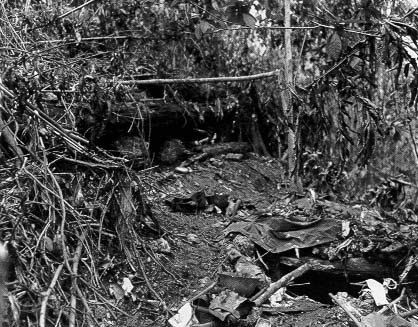
Una delle ben camuffate postazioni giapponesi nell'interno dell'isola

A dicembre gli Stati Uniti riuscirono finalmente a stabilire un continuo flusso di trasporti tra Guadalcanal e le basi del SOPAC. La logorata 1ª Divisione marine fu progressivamente ritirata per un lungo periodo di riposo e riorganizzazione in Australia, venendo rimpiazzata dal resto dell'"Americal", dalla 25th Infantry Division e dalla 2nd Marine Division, tutte inserite nel XIV Corpo d'armata del generale Alexander Patch (50 000 effettivi contro i circa 15 000 giapponesi). Halsey ricevette la promozione ad ammiraglio e notevoli rinforzi: la Enterprise e la Saratoga rimesse in efficienza, tre navi da battaglia, 13 incrociatori e 45 cacciatorpediniere, oltre a 4 corazzate anziane e 6 portaerei di scorta. Harmon, dal canto suo, costituì tra metà dicembre e metà gennaio 1943 la Thirteen Air Force (maggior generale Nathan Twining) con buona parte dei velivoli dell'area. Il 10 gennaio Patch dette avvio all'attacco alle colline in mano giapponese vicino all'aeroporto, tra le quali si consumarono gli ultimi duri scontri nella giungla; dopodiché avviò l'avanzata lungo la costa settentrionale, accolta dall'estrema resistenza dei reparti nipponici, alla fame ma con l'ordine di rallentare quanto possibile gli statunitensi per coprire l'evacuazione. A fine gennaio gli aviatori della Marina imperiale basati a terra riuscirono a infliggere un ultimo colpo agli avversari al largo dell'isola di Rennell, colando a picco l'incrociatore pesante USS Chicago. Il 1º febbraio, posto un presidio alle isole Russell e potenziata l'8ª Flotta con un gran numero di cacciatorpediniere, i comandi giapponesi avviarono lo sgombero, che si svolse in tre vasti movimenti navali notturni. Nimitz, Halsey e Harmon pensarono invece a un'ennesima mossa offensiva, tratti in inganno anche dalla presenza della 2ª e 3ª Flotta al largo delle Salomone (un diversivo voluto da Yamamoto), e si tennero sulla difensiva; le squadriglie imperiali persero un solo cacciatorpediniere e riportarono a Bougainville e Rabaul 10-11 000 uomini in stato pietoso. Il 9 febbraio reparti statunitensi arrivarono sul deserto promontorio occidentale di Guadalcanal, dichiarata sotto controllo quello stesso giorno.
La dura campagna era costata agli Stati Uniti 2 portaerei di squadra, 8 incrociatori, 15 cacciatorpediniere e un paio di unità ausiliarie, 615 velivoli e circa 7 100 morti, quasi due terzi appartenenti alla marina militare. L'Impero giapponese accusò la sconfitta con 2 navi da battaglia, una portaerei, 4 incrociatori, 11 cacciatorpediniere, 6 sommergibili e una quindicina di trasporti affondati, oltre a 682 aerei abbattuti e oltre 30 300 morti. Più grave ancora fu la scomparsa di addestrati equipaggi specie nella branca aeronavale, la cui sostituzione si rivelò quasi impossibile in tempo di guerra.

### Le scelte strategiche per il 1943
Nel corso di questa prima fase della campagna i comandi giapponesi a Rabaul avevano notato con preoccupazione le difficoltà insite nelle operazioni aeree fino a Guadalcanal, che richiedevano lunghi viaggi, esigevano un pesante tributo tra gli equipaggi e non consentivano di mantenere una costante pressione sulla CAF. Kusaka e Mikawa avevano dunque cercato di ovviare al problema sia potenziando gli aeroporti di Rabaul (Lakunai, Vunakanau, Rapopo, Tubera, Keravat) e di Bougainville (Buka, Bonis, Kahili-Buin, Balalae), sia ricercando siti adeguati nelle Salomone centrali. Il 15 dicembre 1942 un nuovo aeroporto entrò in funzione a punta Munda, sulla costa occidentale della frastagliata isola della Nuova Georgia, e lavori imponenti furono avviati nella piana di Vila, sul litorale sud della vicina Kolombangara. Le due nuove basi funsero da tappa intermedia per gli apparecchi che andavano e venivano da Guadalcanal e furono immediatamente incastonate nella nuova strategia elaborata il 4 gennaio 1943 dal Gran Quartier generale imperiale, come corollario alla decisione di ritirarsi. Questa strategia fu fortemente influenzata dalla prospettiva dell'Esercito, che considerava la Nuova Guinea il teatro operativo migliore, e solo con difficoltà i pianificatori della Marina riuscirono a convincere i capi di stato maggiore a non abbandonare le Salomone, il che sarebbe equivalso a condannare Rabaul. A Kusaka furono dunque affidate tutte le Salomone eccettuata la regione di Bougainville, della quale si occupò Imamura. L'alto comando sottolineò l'importanza della massima collaborazione per tenere la linea difensiva Munda-Salamaua-Madang e, in effetti, le relazioni tra i due ufficiali furono sorprendemente buone per gli standard delle forze armate nipponiche, molto gelose delle rispettive autonomie. Ci furono comunque lamentele della marina per l'onere di presidiare le Salomone centrali con le sue sole unità terrestri, l'8ª Forza da sbarco combinata in Nuova Georgia (contrammiraglio Minoru Ōta) e la 7ª Forza da sbarco combinata a Santa Isabel (contrammiraglio Minoru Katsuno). Soltanto dopo estenuanti discussioni Imamura concesse due reggimenti e qualche battaglione, riuniti in un "Distaccamento sud-orientale" (maggior generale Minoru Sasaki) trasportato sulle due isole che, assieme alle due forze combinate, fu messo agli ordini del viceammiraglio Kusaka. Egli aveva inoltre l'8ª Flotta, pur limitata a cacciatorpediniere e incrociatori leggeri in parte datati, e poteva contare sull'aiuto della Flotta Combinata, a Truk. A Bougainville si concentrò la 17ª Armata, che nei primi mesi del 1943 era formata sostanzialmente dalla 6ª Divisione fanteria. Imamura e Kusaka furono però concordi nell'inoltrare richieste di massicci rinforzi aerei: nel febbraio 1943 la 6ª Divisione aerea dell'esercito aveva appena 100 apparecchi e l'11ª Flotta aerea altri 200, per lo più Mitsubishi A6M "Zero" e bombardieri Mitsubishi G4M. A fine giugno le due unità radunavano 540 apparecchi, cento in meno di quanto pronosticato. Il trasferimento di truppe, armi pesanti, equipaggiamenti avvenne grazie a un'attenta schedulazione di viaggi notturni ma andò avanti con una certa lentezza, a causa della crescente potenza aerea statunitense, delle molteplici necessità militari nipponiche e del numero insufficiente di navi. Le perdite montanti di naviglio leggero e quelle ben più gravi nel Mare di Bismarck a inizio marzo si ripercossero sul consolidamento delle posizioni in Nuova Georgia e anche sulla posizione di Mikawa, rimpiazzato in aprile dal viceammiraglio Tomoshige Samejima.
Negli Stati Uniti le operazioni per il 1943 erano state argomento di dibattito sin dall'ottobre 1942, con abbozzate proposte di formare un solo grande comando per tutto il Pacifico (in mano all'aeronautica o alla marina), nonché di potenziare la cooperazione tra le armi. A tale proposito Marshall aveva sollecitato lo scambio di ufficiali tra gli stati maggiori, una pratica che rimase comunque largamente inevasa e destò i malumori del generale Harmon, che riteneva più che sufficiente il suo affiatamento con l'ammiraglio Halsey. In dicembre fu sempre Marshall a riportare l'attenzione su una questione cruciale: il comando della "fase 2" e "fase 3", il cui avvio si poteva ritenere vicino dato il miglioramento della situazione militare a Guadalcanal. Ne scaturì una serie di scambi tra King e Marshall, conclusisi con la redazione di un programma di massima nel quale gli ammiragli garantivano al generale MacArthur la supervisione strategica della campagna nelle Salomone. A questo annoso dilemma si affiancarono le lamentele di tutti i comandanti impegnati nel Pacifico per le limitate forze che erano loro accordate, in virtù della priorità assegnata alla sconfitta della Germania nazista. Tali problematiche furono affrontate ma non risolte nella conferenza di Casablanca (14-24 gennaio 1943); in particolare il JCS cercò di convincere i capi britannici che le operazioni nelle Salomone avevano dato un buon risultato e che era imperativo approfittare dell'indebolimento del Giappone per catturare Rabaul e porre fine alla minaccia che pesava sull'Australia: questo obiettivo, puntualizzò King, era ottenibile solo aumentando la quota di materiale bellico e di truppe inizialmente prevista per il Pacifico. Dopo complesse discussioni gli anglo-statunitensi concordarono per una "difesa attiva" in Asia e per la conquista di Rabaul, purché tali operazioni non inficiassero la conduzione della guerra in Europa. Raggiunto un compromesso sulla grande strategia, la responsabilità della pianificazione dettagliata toccò al SOPAC e al SWPA che, una volta stilate le rispettive proposte, inviarono il 16 febbraio propri rappresentanti a Washington per la cosiddetta "conferenza militare del Pacifico", presenziata da King e dal vice di Marshall. La conferenza servì a quantificare le divisioni e gli aerei da concedere ad Halsey e MacArthur e a formulare una coerente progressione verso Rabaul. Fu preso in considerazione il piano Elkton preparato dallo stato maggiore di MacArthur, consistente in un'avanzata in cinque fasi dalla Nuova Guinea e dalle Salomone convergente su Rabaul; pur lasciando nel vago la tabella di marcia per consentire maggiore flessibilità operativa, il SWPA richiese il raddoppio dei circa 1 850 apparecchi già presenti nell'area e l'invio di altre 5 divisioni per portare a termine il piano, domanda che fu praticamente rifiutata dal JCS. Furono sbloccati solo modesti rinforzi aerei per entrambi i comandi e fu varata una nuova direttiva strategica, coincidente con la vecchia "fase 2" ed emanata il 28 marzo 1943. Halsey e MacArthur avrebbero approfittato di ogni occasione buona per avanzare o colpire i giapponesi, invece di sferrare offensive alternate; fu prevista la cattura delle indifese isole Woodlark e Kiriwina per la campagna aerea contro Rabaul; nelle Salomone l'obiettivo primario fu individuato nel pericoloso aeroporto di Munda e nelle vicine installazioni di Vila; l'avanzata nell'arcipelago doveva arrivare a comprendere la parte meridionale di Bougainville. Dopo aver scartato l'idea di muovere nuovamente verso ovest il confine tra SOPAC e SWPA, l'annosa questione del comando fu risolta assegnando ad Halsey la direzione tattica delle forze nelle Salomone, che rispondeva alle «disposizioni strategiche» di MacArthur: si specificò infine che solo le unità della marina impegnate nell'arcipelago sarebbero state temporaneamente agli ordini del generale, preservando l'autorità e la libertà di manovra dell'ammiraglio Nimitz. Halsey e MacArthur si incontrarono per la prima volta a Brisbane il 26 aprile, forgiando una buona collaborazione e formulando una complessa sequenza di attacchi e azioni nelle Salomone e in Nuova Guinea, riunite sotto il nome di operazione Cartwheel, il cui inizio fu fissato al 30 giugno. Le forze riunite del SOPAC e del SWPA si erano regolate, nei loro preparativi, su circostanziate informazioni d'intelligence che ponevano a circa 85 000 le truppe giapponesi e a 383 i velivoli nell'area, nonché su previsioni sui possibili rinforzi inviabili da altre zone dell'Impero nipponico (circa 250 aerei e poco meno di 6 divisioni).

### Le Salomone centrali

#### Scambio di colpi in mare e in cielo

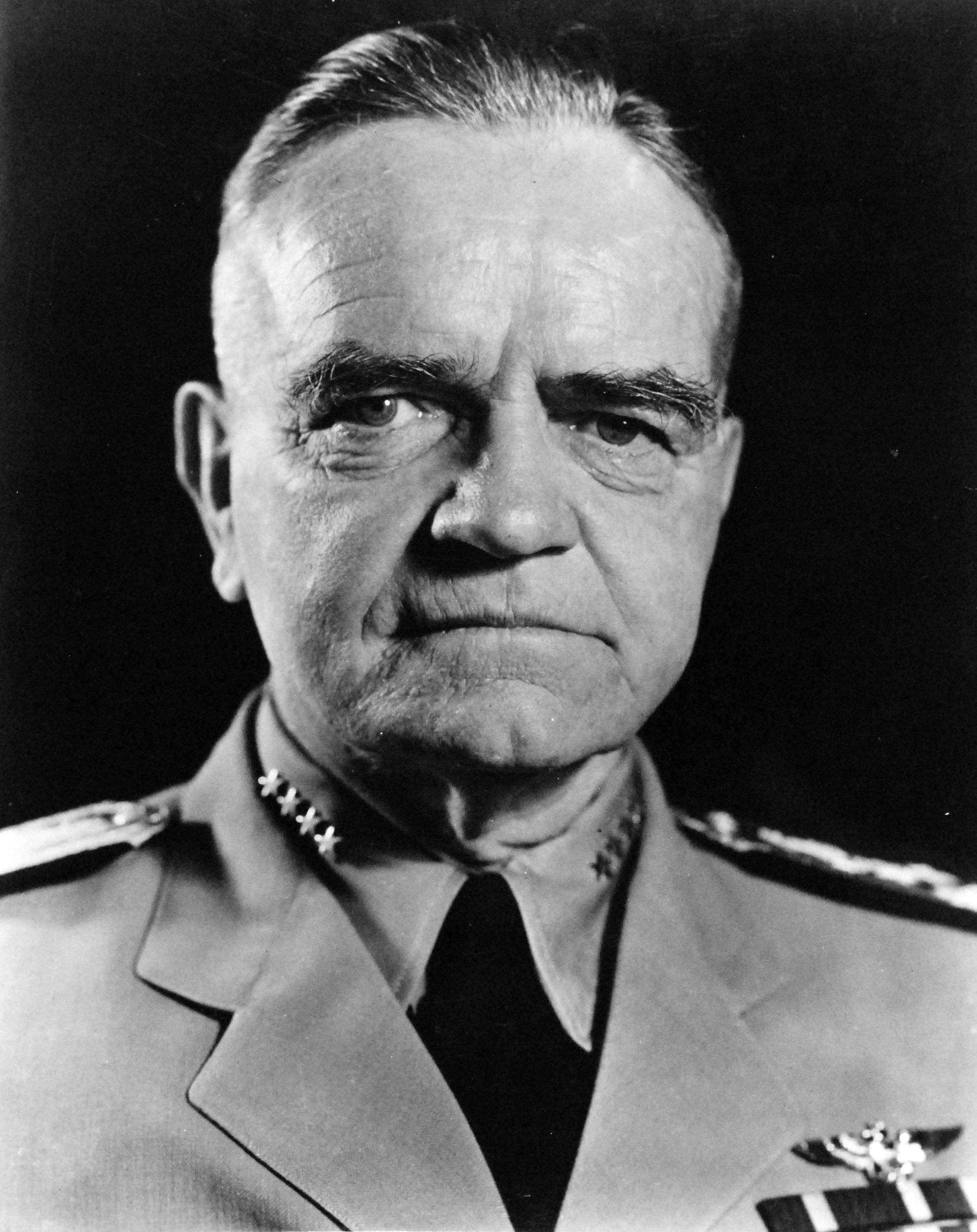
L'ammiraglio William Halsey guidò il SOPAC dall'ottobre 1942 al giugno 1944, infondendo dinamismo nelle operazioni

Il 21 febbraio 1943 l'ammiraglio Halsey diede inizio all'operazione Cleanslate, l'occupazione delle isole Russell (60 chilometri a nord-ovest di Guadalcanal) sulle quali fu creata un'importante base logistica, un ancoraggio per motosiluranti, rivelatisi estremamente utili nelle ultime settimane della lotta a Guadalcanal, e un aeroporto per il Marine Air Group 21. Halsey aveva ricevuto autorizzazione verbale da Nimitz alla fine di gennaio e gettò contro le indifese isole la 43rd Infantry Division al completo e un battaglione di Marine Raiders, accompagnate da una flotta di cacciatorpediniere al comando del contrammiraglio Turner. Halsey, infatti, non intendeva lasciare nulla al caso e temeva un'improvvisa mossa giapponese; al contrario, l'unica reazione nipponica fu un fiacco attacco aereo, seguito da sporadiche e inefficaci incursioni. Le Russell divennero così il primo passo verso la Nuova Georgia, già vista come obiettivo dai pianificatori del SOPAC. Inoltre, il 5 e il 24 gennaio Halsey inviò il gruppo navale del contrammiraglio Walden Ainsworth a bombardare Munda e Vila, per ostacolare le operazioni nipponiche; il 5 marzo invece la Task force 39 del contrammiraglio Aaron Merrill, arrivata nel Golfo di Kula che divide la Nuova Georgia da Kolombangara, sorprese due cacciatorpediniere giapponesi che avevano appena scaricato rifornimenti a Vila e li affondò nel corso di un breve scontro notturno, senza subire alcuna perdita. Halsey poté infine giovarsi di una ristrutturazione dell'aeronautica: il nuovo comando AirSols del contrammiraglio Marc Mitscher assorbì la CAF e assunse il controllo di tutte le forze aeree basate a terra coinvolte nell'operazione Cartwheel (inclusa la Royal New Zealand Air Force). Infine l'aeroporto Henderson era stato potenziato e affiancato da due piste per aerei da caccia e un quarto aerodromo per bombardieri.

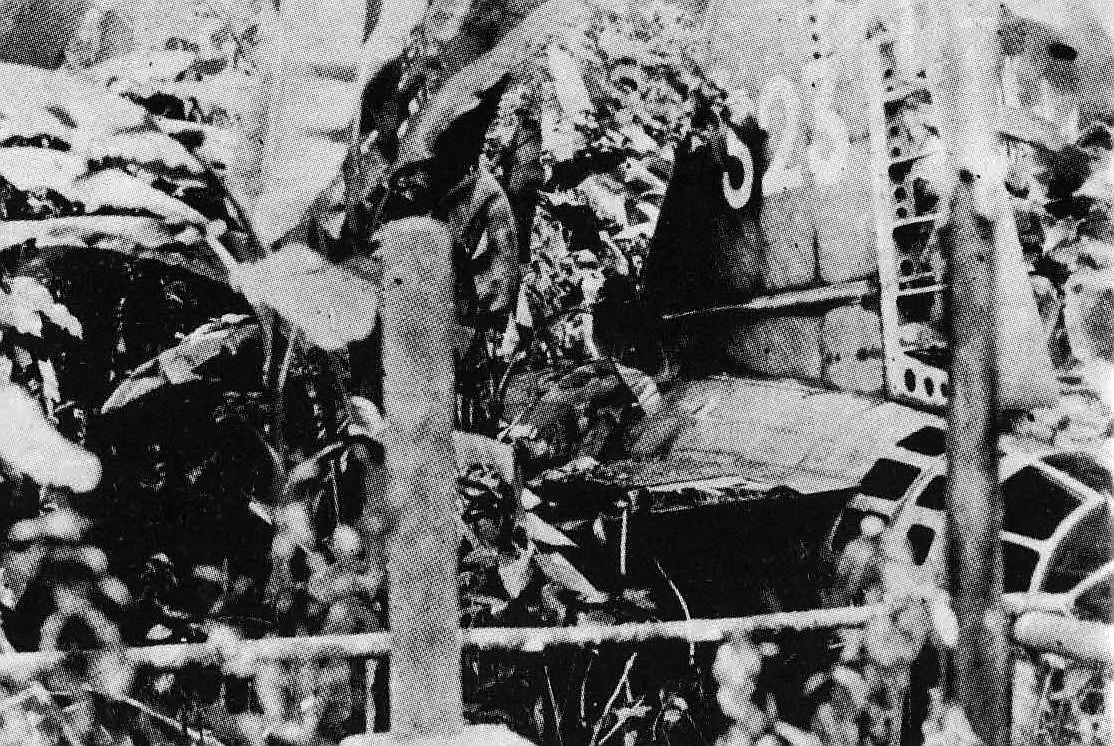
Il relitto del G4M dell'ammiraglio Yamamoto, schiantatosi nella foresta tropicale di Bougainville: si trova tuttora lì

L'attività aeronavale alleata e lo smacco subito nel Mare di Bismarck convinsero l'ammiraglio Yamamoto e i suoi collaboratori a rispondere con un'operazione in grande stile per colpire i punti di raccolta delle ingenti forze alleate, allo scopo di scompaginarne i piani e infliggere loro dure perdite in porto; un'idea di questo genere era già stata abbozzata, peraltro, nell'ordine numero 213 dello stato maggiore navale di fine marzo 1943. Per questa operazione I-Go Yamamoto decise di trasferire negli aeroporti a terra i nuovi gruppi imbarcati delle portaerei, ancora in corso di ricostituzione dalle perdite patite nel 1942, per irrobustire l'11ª Flotta aerea (una scelta significativa). Il complesso di 350 aeroplani fu suddiviso tra gli aerodromi di Rabaul, Kavieng, Bougainville e Munda e la Flotta Combinata formulò una precisa sequenza di attacchi aerei contro Guadalcanal e Tulagi, Port Moresby, baia di Milne e di Oro. La serie di incursioni si svolse tra il 6 e il 14 aprile, diretta personalmente da Yamamoto che si era portato a Rabaul, ma raccolse successi sorprendemente limitati: la nave più grande colata a picco era un cacciatorpediniere. L'ammiraglio, comunque, tratto in inganno dai rapporti esagerati e fallaci dei piloti, ritenne invece che I-Gō avesse funzionato, pur con la perdita di 50 aerei (molti tra i gruppi imbarcati), e optò per un giro d'ispezione agli aeroporti di Bougainville, per rendersi conto di persona dei provvedimenti, parlare in prima persona con gli aviatori e risollevare il morale delle truppe. L'importante viaggio fu scoperto dagli statunitensi, che decrittarono un lungo e minuto messaggio sull'itinerario di Yamamoto: l'idea di eliminarlo fu soppesata dall'ammiraglio King, da Nimitz e dal Segretario alla Marina Frank Knox, timorosi che i giapponesi potessero intuire che i loro codici non erano più sicuri. Alla fine dettero l'autorizzazione a procedere con l'operazione Vengeance, un'imboscata aerea. La mattina del 18 aprile 1943 i due bombardieri G4M con a bordo Yamamoto e il suo capo di stato maggiore, Matome Ugaki, furono attaccati all'improvviso da una ventina di Lockheed P-38 Lightning subito a sud di Bougainville; entrambi furono abbattuti e Yamamoto rimase ucciso. La sua morte rappresentò una perdita scioccante per la Marina imperiale e più in generale per il Giappone, essendo stato uno degli alti ufficiali più abili e rispettati. Il suo posto fu assunto dall'ammiraglio Mineichi Kōga che, il 10 maggio, distaccò a Rabaul altri 103 velivoli imbarcati. Assieme a quelli di cui già disponeva, Kusaka li lanciò il 7, 12 e 16 giugno in tre grandi attacchi alle isole Russell, ottenendo però solo magri risultati al prezzo di gravi perdite (stimate in oltre 100 unità).

#### La campagna in Nuova Georgia
L'attacco al gruppo di isole della Nuova Georgia (operazione "Toenails"), dove la guarnigione giapponese contava circa 10 500 uomini, fu preparato con cura dall'ammiraglio Halsey e dal suo stato maggiore. La forza d'occupazione era formata dalla 43ª Divisione fanteria e da reggimenti Marine, corazzati, d'artiglieria, logistici e un commando di figiani, tutti sotto il controllo del comandante della divisione, maggior generale John Hester. Fu schierata la quasi totalità delle forze navali del SOPAC, da marzo indicate come United States Third Fleet, e Halsey ne prese il comando diretto; poteva contare su 29 cacciatorpediniere, 9 incrociatori, 3 navi da battaglia, 3 portaerei di scorta e le due portaerei di squadra Saratoga e HMS Victorious, più un gruppo di sommergibili prestati dal SWPA per pattugliare il mare delle Salomone e le acque di Rabaul. La flotta anfibia, nelle mani del contrammiraglio Turner imbarcato sul trasporto d'attacco USS McCawley, era equipaggiata con dozzine di unità, alcune delle quali di nuovo tipo (LCI, LST). I vari comandi aeronautici, sotto la direzione generale dell'AirSols, disponevano complessivamente di 627 aerei e per la fine di maggio avevano eseguito circa 120 bombardamenti di Munda e Vila, rendendo i due aeroporti inutilizzabili dall'aviazione nipponica. Halsey dispiegò inoltre il gruppo navale del contrammiraglio Ainsworth che, oltre a cannoneggiamenti convenzionali, depositò campi minati nelle acque di Kolombangara e Gizo: l'8 maggio i cacciatorpediniere Kagero, Oyashio e Kuroshio, carichi di truppe, incapparono nelle mine e saltarono in aria. Il 13 maggio Ainsworth ripeté l'operazione, l'ultima del suo genere prima dello sbarco, ma le mine furono evitate dai giapponesi, il tiro sugli aeroporti fu inefficace e una trentina di apparecchi nipponici inseguì e attaccò le navi sulla rotta del ritorno, pur senza ottenere alcun centro. Intanto si erano svolte segrete ricognizioni delle contorte coste del gruppo insulare, rese possibili grazie al contributo dei Coastwatchers: il SOPAC previde non uno ma più sbarchi in diverse località periferiche, dove accumulare le forze per una marcia concentrica sulla propaggine occidentale di Munda. Si riteneva che le truppe giapponesi fossero in difficoltà e che il numero di navi e aerei avrebbe fatto la differenza; si sapeva, inoltre, che l'ammiraglio Kōga aveva dirottato i rinforzi per Kusaka e Imamura a seguito di un'incursione sull'isola di Wake e dell'inizio della riconquista delle Aleutine. In genere c'era grande ottimismo tra i comandanti statunitensi e le difficoltà del terreno furono sottovalutate, dato che non esistevano carte dettagliate delle isole. L'operazione Toenails fu però anticipata al 21 giugno, quando un reparto giapponese si mise in marcia per eliminare il Coastwatcher di base alla piantagione Segi (uno dei promontori orientali della Nuova Georgia). Turner sbarcò metà del 4º Battaglione Raiders, ostacolato solo dalle scogliere coralline che squarciarono alcuni mezzi minori, e i marine respinsero i giapponesi alcuni giorni più tardi. Il 30 giugno il grosso del convoglio d'invasione sbarcò 6 000 soldati sull'isola di Rendova, situata subito a sud di Munda: gli statunitensi sgominarono la resistenza dei circa 120 giapponesi presenti e, il giorno successivo, cominciarono a colpire l'aeroporto e i dintorni con l'artiglieria. Lo stesso giorno soldati e marine sbarcarono al "Wickham Ancorage", l'ingresso orientale alla laguna che circonda parte dell'isola di Vangunu; ci vollero comunque tre giorni per annientare il coriaceo presidio giapponese. Infine una terza azione anfibia si svolse a Viru Harbor, circa 70 chilometri a ovest di punta Segi da dove erano in arrivo i Marine Raiders. Al momento dello sbarco, però, non erano ancora arrivati e l'artiglieria costiera giapponese causò diversi problemi e danni, prima che i bunker fossero messi fuori uso; il 4 luglio la zona fu infine posta sotto controllo. I giapponesi scatenarono diversi attacchi aerei e alcune delle numerose navi furono danneggiate; un siluro centrò il McCawley, affondata nottetempo, per errore, da una motosilurante nel canale Blanche. Turner si trasferì su un'altra unità e continuò a dirigere le operazioni anfibie che culminarono il 4 e il 5 luglio con l'approdo di un "Gruppo da sbarco settentrionale" (tre battaglioni di marine e soldati, al comando del colonnello Harry Liversedge) a Rice Ancorage, una profonda insenatura molto a nord di Munda: da qui doveva marciare fino all'insenatura Enogai e Port Bairoko, principali punti d'approdo per i rinforzi nipponici da Kolombangara.
Raid aerei giapponesi interessarono anche le aree di sbarco e uno in particolare, il 4 luglio a Rendova, colpì duramente le truppe durante il rancio. La Marina imperiale si materializzò, di nuovo, con un bombardamento notturno (2 luglio) di Rendova, condotto dall'8ª Flotta con 9 cacciatorpediniere e l'incrociatore Yubari, ma la testa di ponte fu mancata. Kusaka riattivò inoltre il Tokyo Express e, per meglio dirigerne le spedizioni, Samejima si trasferì con il quartier generale a Buin. La prima missione, nella notte del 4-5 luglio, s'imbatté nella squadra americana al largo di Rice Ancorage e ripiegò non vista dopo un lancio di siluri, che affondò il cacciatorpediniere USS Strong. La notte successiva, con 10 cacciatorpediniere dei quali molti carichi di truppe, il contrammiraglio Teruo Akiyama penetrò nel Golfo di Kula e iniziò a far approdare i soldati a Vila, da dove erano poi trasferiti a Munda; lo sbarco fu però interrotto dall'arrivo del Task group 36.1 del contrammiraglio Ainsworth e dallo scoppio della battaglia: Akiyama rimase ucciso a bordo della sua ammiraglia Niizuki colata a picco e solo 850 uomini raggiunsero Vila, ma gli statunitensi persero l'incrociatore leggero USS Helena. Nei giorni seguenti Liversedge iniziò l'avanzata, ma si scontrò sia con l'ambiente straordinariamente ostile, sia con aspre resistenze delle KTR: la catena logistica ne risentì e il contrammiraglio Mitscher dovette inviare, il 9 luglio, dei Douglas C-47 Dakota/Skytrain per sganciare rifornimenti nella giungla. L'area di Enogai fu resa sicura solo il 12 e non sortì effetti tangibili sul flusso di rinforzi giapponesi a Munda. Da Vila, infatti, continuava il traffico di chiatte e unità leggere e un'altra spedizione del Tokyo Express arrivò nella notte del 12-13 luglio con 1 200 soldati, ma trovò ad attenderla le navi di Ainsworth; la formazione nipponica perse l'ammiraglia, l'incrociatore leggero Jintsu, ma si sganciò con una sventagliata di siluri che centrò diverse navi nemiche (il cacciatorpediniere USS Gwin affondò) e lasciò le truppe a Kolombangara. La notizia della sconfitta nella battaglia non migliorò, per Halsey, il quadro generale della campagna: il 2 e 3 luglio il grosso della 43ª Divisione era sbarcato a Zanana, a est di Munda, e si era spinto verso ovest per investire l'aeroporto ma, pur con l'appoggio di carri armati M3/M5 Stuart, l'inesperienza delle truppe, le postazioni giapponesi ben mimetizzate e le difficoltà del terreno avevano fatto segnare il passo presso il fiume Barike. Halsey, Turner e Harmon cominciarono a nutrire preoccupazioni sull'intera operazione, che si stava rivelando più complicata del previsto; decisero di mettere in campo il XIV Corpo d'armata, riconoscendo che il generale Hester non poteva più gestire da solo le forze coinvolte nella battaglia, e cominciarono a inviare la 37ª Divisione fanteria da Guadalcanal. Il maggior generale Oscar Griswold subentrò il 15 luglio alla testa della forza d'invasione e supervisionò la fase finale dell'offensiva in atto a ovest e a sud del fiume Barike, che consentì di superare la prima cintura difensiva giapponese e occupare Roviana, un villaggio costiero 4 chilometri a sud-est di Munda e ottimo punto per accumulare rifornimenti, evacuare feriti e accogliere rimpiazzi. Più che i morti in azione, appena 90, il grande problema era rappresentato dagli oltre 1 000 malati e dai numerosi casi di disturbo da stress post-traumatico. Lo stesso giorno Turner cedette la guida dell'apparato anfibio al contrammiraglio Theodor Wilkinson, il vice di Halsey al SOPAC: Turner, infatti, era stato richiamato da Nimitz per comandare il corpo anfibio della costituenda United States Fifth Fleet del viceammiraglio Raymond Spruance, incaricata di condurre le previste offensive nel Pacifico centrale a fine anno. Il 17 luglio si scatenò un deciso e inaspettato contrattacco giapponese, lanciato da Sasaki con il 13º e 229º Reggimento. Arrivando da nord-ovest, i soldati nipponici riuscirono a penetrare il fronte statunitense, a isolare alcune compagnie e a minacciare Roviana; così come successo agli statunitensi, però, furono ostacolati dalla giungla e dalla carenza di apparecchi di comunicazione, nonché dal tiro dell'artiglieria terrestre o navale degli avversari. Per tutto il 18 luglio si svolsero duri scontri che, infine, costrinsero i giapponesi a ripiegare dopo aver subito perdite pesanti. Anche i reggimenti statunitensi contarono numerose vittime, ma per il XIV Corpo l'arrivo di rinforzi e rimpiazzi fu più semplice e più spedito rispetto alle magre risorse del generale Sasaki; egli anzi insisteva da giorni presso l'8ª Armata d'area per ottenere altri 11 000 uomini, ma il generale Imamura si era dimostrato pessimista sulle possibilità di tenere ancora a lungo Munda e persino Bougainville.
Da Rabaul, infatti, gli alti comandi avevano una visione più completa della situazione, che si era progressivamente deteriorata. L'11ª Flotta aerea, tra perdite, incidenti all'atterraggio e un alto numero di apparecchi in manutenzione, non riusciva a contendere il cielo all'AirSols, né all'aeronautica di MacArthur che interveniva dalla Nuova Guinea (in totale oltre 2 000 apparecchi); il 17 luglio inoltre la Saratoga e la Victorious avevano devastato l'aeroporto di Kahili con 200 apparecchi. Due giorni dopo Kusaka pianificò un viaggio del Tokyo Express con un gruppo da trasporto e uno di copertura con gli incrociatori pesanti Chokai, Kumano e Suzuya. L'approdo di truppe a Kolombangara riuscì tra il 19 e il 20, ma l'AirSols attaccò diverse volte, anche di notte con aerei dotati di radar: il Kumano subì danni e i cacciatorpediniere Kiyonami e Yugure furono affondati con un solo superstite. Il 22 Kusaka dovette registrare la grave perdita della Nisshin, moderna e capiente portaidrovolanti, fatta a pezzi in pieno giorno al largo delle Shortland grazie alle decrittazioni Magic. Fallita la controffensiva, il generale Sasaki aveva riportato le sue truppe dietro le fortificazioni e si preparò a un'ostinata resistenza sul posto, per nulla facilitata dall'ormai vigile controllo statunitense del Golfo di Kula; solo 400 uomini, ad esempio, riuscirono ad arrivare all'aeroporto poco dopo il 22 luglio. Ciò che più preoccupava l'ufficiale era l'onnipresenza degli aerei alleati, che dal 30 giugno al 25 luglio avevano effettuato 3 119 missioni sulle Salomone centro-settentrionali, scardinando il dispositivo di difesa nipponico. La pausa operativa fu invece sfruttata dal generale Griswold per sistemare lo schieramento ponendo sulla destra la 37ª Divisione al completo e, a sinistra, la 43ª Divisione eccettuato il 169º Reggimento, molto provato e messo in riserva. Si occupò inoltre di potenziare i servizi sanitari sul campo, assistito dal superiore Harmon, e poté godere dell'appoggio aereo ravvicinato all'appena completato aeroporto di punta Segi. Il 25 luglio prese avvio l'attacco finale a Munda, diretto contro le fortificazioni giapponesi ancorate a Shimizu Hill e Horseshoe Hill e aperto da circa un'ora di bombardamenti aeronavali, che si concentrarono in particolare nella regione dell'aeroporto. Ciononostante i quattro battaglioni giapponesi in linea riuscirono a frustrare quasi ogni tentativo d'avanzata delle due divisioni e a distruggere diversi carri armati del 9º Battaglione marine. Il 26 Griswold rettificò i piani e gettò in battaglia un reparto chimico dotato di lanciafiamme che, cooperando con i blindati e l'artiglieria, ottenne subito successi incoraggianti, tanto che il 31 Shimizu Hill fu occupata e la strada per l'aeroporto fu sgombra; lo stesso giorno, dopo una dura manovra aggirante sul fianco settentrionale giapponese e scontri con ostinate retroguardie, fu presa anche Horseshoe Hill. Il generale Sasaki aveva infatti ordinato una ritirata manovrata nelle opere difensive adiacenti all'aeroporto, sul quale i soldati statunitensi marciarono da ovest e da nord-ovest il 1º agosto; la difesa opposta dai resti delle truppe di Sasaki e del contrammiraglio Ōta (il 229º Reggimento aveva ormai appena 1 200 uomini) fu aspra e garantì l'inizio dell'evacuazione a Kolombangara, dove si spostarono anche i due comandanti. Il 5 agosto, dopo un'ultima sanguinosa battaglia sulle pendici di Konkenggola Hill proprio in mezzo alle piste, il martoriato aeroporto fu conquistato e nel pomeriggio cadde anche Bibilo Hill situata poco a nord, da dove i giapponesi tiravano con pezzi contraerei da 75 mm. Già il giorno successivo due reggimenti della 25ª Divisione, appena arrivati, furono inviati verso nord per infliggere il colpo di grazia alle forze giapponesi concentrate a Port Bairoko, che avevano tenuto a bada il colonnello Liversedge: il 25 agosto la divisione e i provati reparti sferrarono un attacco in grande stile solo per scoprire che le truppe nipponiche erano silenziosamente fuggite a Kolombangara.

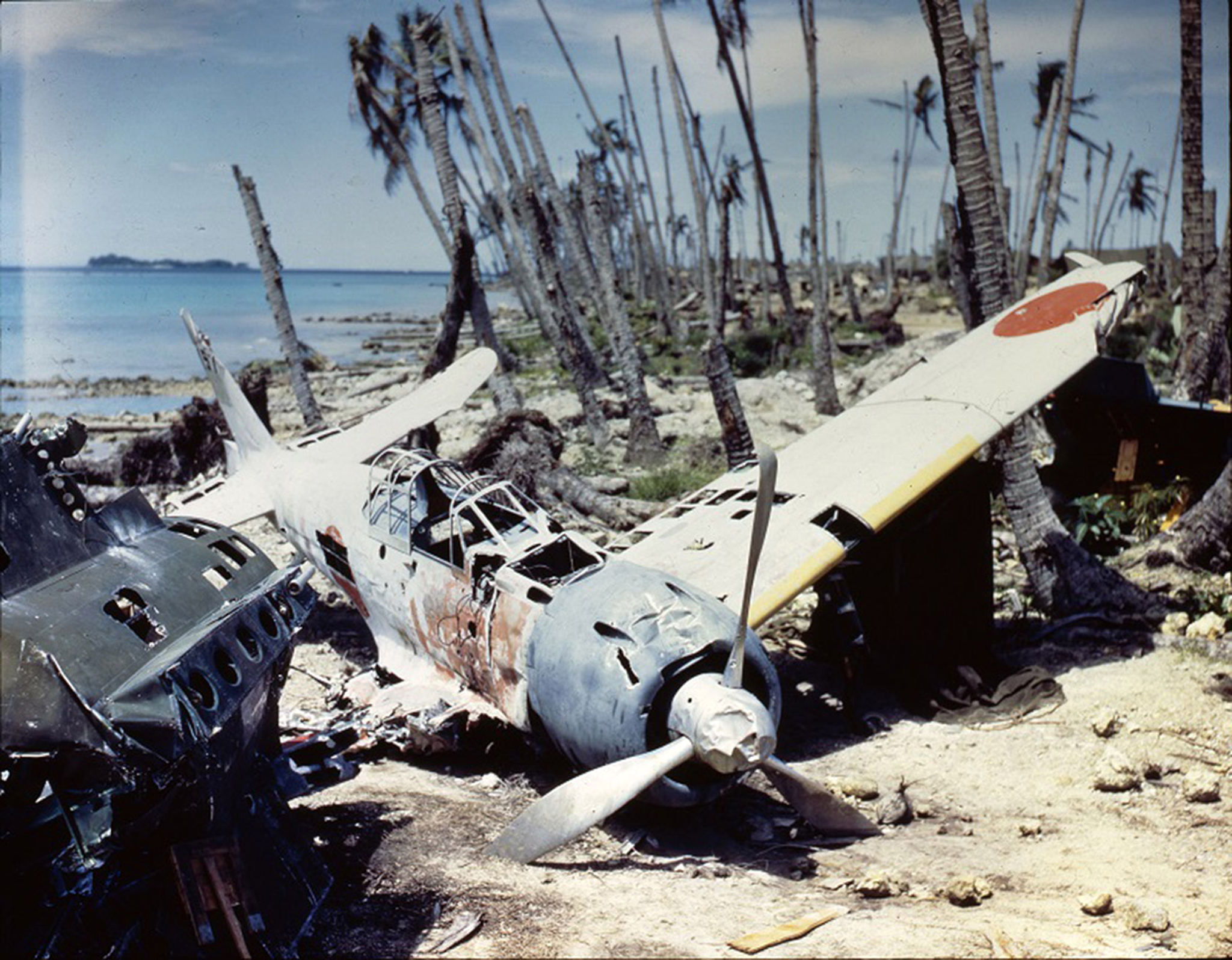
La carcassa di uno Zero all'aeroporto di Munda, occupato dagli statunitensi nell'agosto 1943

Intanto la 43ª Divisione, impegnata nel rastrellamento di punta Munda, si era dovuta occupare delle isole di Baanga, separata solo da uno stretto canale dalla Nuova Georgia e da dove alcuni cannoni tenevano sotto tiro l'aeroporto, e Arundel, poco a nord-ovest di Baanga: erano infatti ottime posizione per il ripiegamento giapponese e per passare a Kolombangara, o riceverne rinforzi. Inizialmente liquidata come cosa da poco, l'operazione contro Baanga iniziò il 10 agosto ma, presto, arrivò a coinvolgere due reggimenti con ampio supporto d'artiglieria e di carri armati a causa delle violente tattiche ritardatrici del generale Sasaki. Il 22, come da ordini ricevuti da Samejima e Imamura, fece trasferire le forze superstiti ad Arundel. Il 172º Reggimento sbarcò il 27 sulla costa meridionale e cominciò a risalire l'isola lungo i litorali orientale e occidentale; pur godendo di grande mobilità grazie alle imbarcazioni anfibie, gli statunitensi furono presi sotto il fuoco dell'artiglieria nipponica piazzata nei dintorni di Vila e cozzarono contro le opere difensive giapponesi abbarbicate alla laguna settentrionale. Fu necessario dispiegare il 27º Reggimento della 25ª Divisione, artiglieria campale, mortai da 105 mm e una dozzina di carri armati per avere ragione dei difensori che, nella notte del 14-15 settembre, non rinunciarono a un contrattacco. Nelle prime ore del 21 settembre i resti della guarnigione si spostarono a Kolombangara.

#### Il settore Kolombangara-Vella Lavella

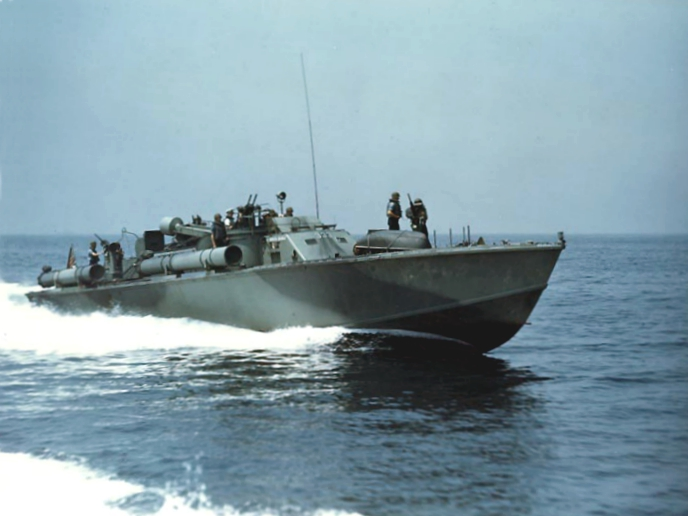
Gli statunitensi fecero ampio uso delle motosiluranti (PT boat) nelle ristrette acque delle Salomone

Man mano che la lotta in Nuova Georgia volgeva in sfavore delle forze armate imperiali, Kolombangara aveva assunto sempre più importanza strategica e, all'inizio di agosto, era considerata da Kusaka e Imamura il principale bastione nelle Salomone centrali, tenuto da circa 12 400 uomini, per lo più concentrati nella regione di Vila. Il mantenimento e potenziamento della posizione giustificava le regolari corse del Tokyo Express, continuamente contrastate dagli statunitensi. Ad esempio il 2 agosto 4 cacciatorpediniere, di ritorno dallo sbarco di rinforzi, si erano imbattuti nello Stretto di Blackett in un gruppo di motosiluranti e lo Amagiri aveva speronato e affondato la PT-109 (comandata dal futuro presidente degli Stati Uniti John Fitzgerald Kennedy). Il 4 agosto Kusaka, pressato da Sasaki e Ōta, aveva organizzato di concerto con Imamura l'invio a Kolombangara di due battaglioni ben equipaggiati; il viceammiraglio Samejima mobilitò 4 cacciatorpediniere che salparono da Rabaul il mattino presto del 6. Tale missione fu scoperta per tempo grazie a Magic e Halsey dispose una formazione nel Golfo di Kula e il Task group 31.2, di 6 cacciatorpediniere, nel Golfo di Vella. Fu questo secondo gruppo che colse di sorpresa le navi nipponiche con un ben concertato attacco silurante, che ne affondò tre con gravi perdite umane. Kusaka, impressionato, sospese momentaneamente il traffico navale con l'isola.
Alla notizia della caduta di Munda il Gran Quartier generale imperiale si era riunito in allarme e il capo di stato maggiore dell'Esercito, Sugiyama, aveva avuto un burrascoso colloquio con l'imperatore Hirohito che si era dimostrato contrariato dalla serie di sconfitte nell'arcipelago. Alle sedute fu ancora più esplicito e incitò i suoi capi militari a trovare un modo per infliggere una battuta d'arresto agli Alleati. Il supremo organo decisionale riconobbe che le Salomone erano diventate sempre più onerose, proprio nel momento in cui era necessario rinforzare speditamente il Pacifico centrale e la crisi nel naviglio mercantile, da trasporto e cisterniero cominciava a farsi seria. Poiché le discussioni promettevano di essere lunghe e complesse, il 13 agosto il capo di stato maggiore della Marina, ammiraglio Nagano, diffuse intanto la direttiva numero 267: Kusaka e Imamura, per l'immediato futuro, avrebbero dovuto tener duro con le forze già presenti sul posto e furono autorizzati a ripiegare su Bougainville a cominciare dalla fine di settembre. Il 15 settembre questa direttiva fu inclusa e ribadita nella "nuova politica operativa" sancita dal Gran Quartier generale imperiale, che delineava la strategia giapponese per la guerra; riguardo alle Salomone, fu confermata la necessità di feroci azioni ritardatrici allo scopo di consentire la creazione una "zona nazionale di difesa assoluta" che, dal Mar di Banda, avrebbe incluso parte della Nuova Guinea occidentale, Truk e Saipan. Hirohito e i massimi capi politico-militari giapponesi concordarono che la prematura perdita delle Salomone e di Rabaul poteva rappresentare un grave disastro. Nel frattempo, però, la campagna nell'arcipelago aveva preso una piega inaspettata. Halsey, a Nouméa, aveva da tempo deciso che una battaglia su Kolombangara non avrebbe potuto essere sostenuta per le inaspettate conseguenze della campagna in Nuova Georgia, rivelatasi più dura del previsto. La 37ª e 43ª Divisione avevano bisogno di una pausa, la 2ª Divisione marine gli era stata tolta per partecipare all'offensiva di Nimitz in pieno oceano e solo la 25ª Divisione fanteria era disponibile; egli e Harmon, inoltre, da una parte non ignoravano la consistenza della guarnigione a Kolombangara e dall'altra, con Munda in mani statunitensi e avviata a diventare una grande base avanzata, la conquista di Vila diventava superflua. Piani per evitare Kolombangara e sbarcare a Vella Lavella, 65 chilometri più a nord-est, erano già stati abbozzati dal 12 luglio e l'isola fu esplorata con discrezione tra luglio e agosto: c'erano appena 250 giapponesi, compresi alcuni superstiti della battaglia navale del 6-7 agosto. Con le preziose informazioni fornite dai Coastwatchers fu possibile ideare un'operazione anfibia che trovò anche l'appoggio dei contrammiragli Fitch, Mitscher, Turner e Wilkinson. La mattina del 15 agosto cominciò lo sbarco a Barakoma, sulla costa meridionale, di circa 5 800 uomini (un reggimento della 25ª Divisione e alcune unità di supporto), prima applicazione della cosiddetta leapfrogging strategy. Incontrastato a terra, l'attacco provocò tre incursioni aeree giapponesi per complessivi oltre 200 apparecchi, ma nessuna nave fu colpita o affondata e lo scarico di materiali, artiglieria e reparti da costruzione poté continuare. Kusaka e Imamura, dopo aver scartato l'invio immediato di un battaglione e consci che non avevano trasporti a sufficienza per un controsbarco in forze, decisero di distaccare 390 uomini a Horaniu, sulla costa nord-orientale, per impiantarvi una stazione per chiatte motorizzate. L'invio dei modesti rinforzi causò un combattimento tra cacciatorpediniere nella notte del 17-18 agosto, ma non impedì al variegato convoglio di arrivare a destinazione.

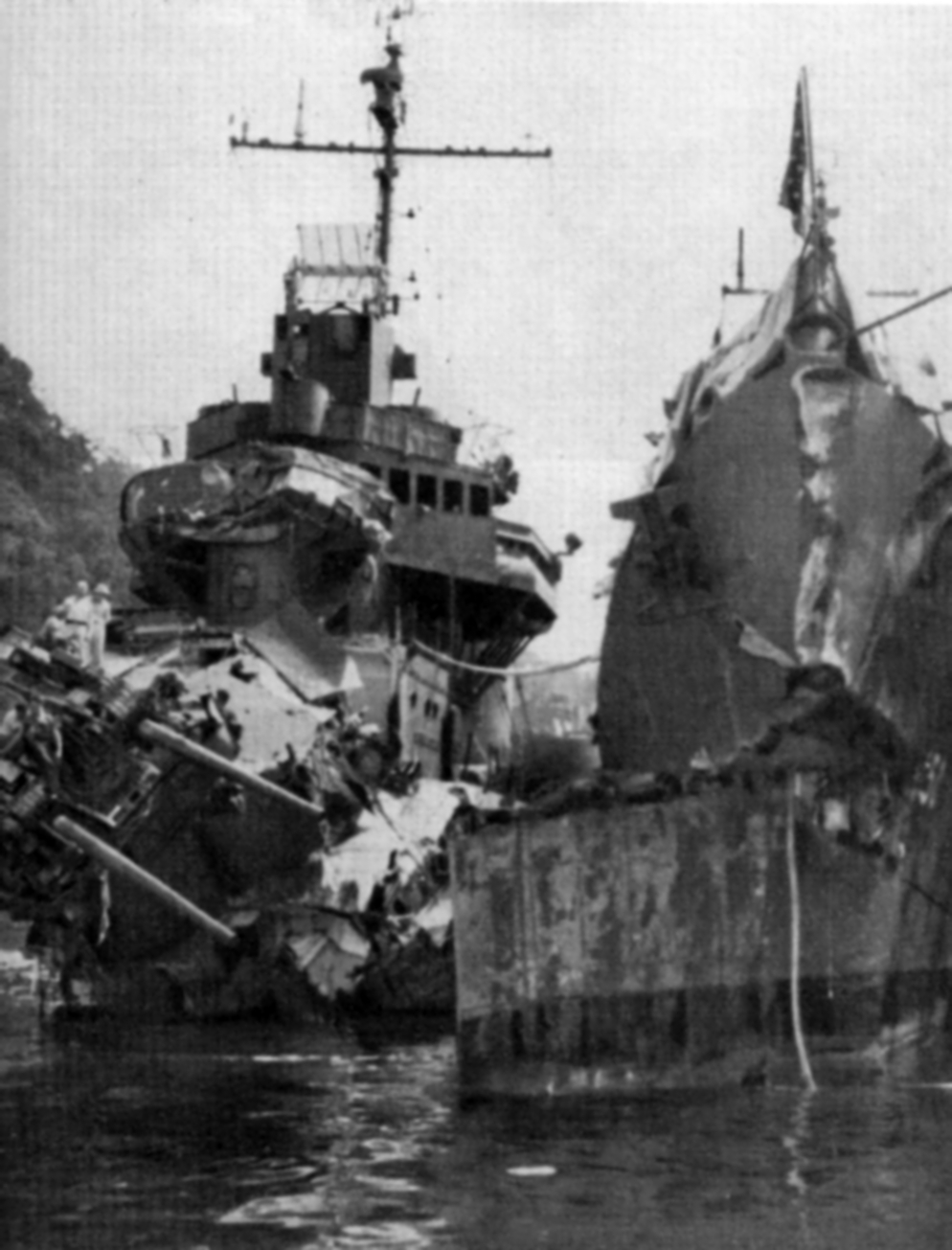
I cacciatorpediniere e reduci dalla battaglia del 6-7 ottobre 1943, che segnò la fine dei combattimenti nelle Salomone centrali

La battaglia di Vella Lavella fu una cosa minore: gli statunitensi, intralciati dall'ambiente primordiale e avendo solo un'idea di massima della geografia dell'isola, avanzarono lentamente e i giapponesi, in enorme inferiorità numerica, si limitarono a brevi azioni di retroguardia. La lotta fu assai più intensa in cielo, dove gli apparecchi dell'11ª Flotta aerea si presentavano quotidianamente con decisi attacchi al traffico navale statunitense; l'AirSols, però, non poteva ancora sfruttare a pieno Munda e, dunque, la contraerea (specie quella del 4º Battaglione da difesa dei marine) rivestì una parte importante nel rintuzzare gli assalti. Il 14 settembre elementi della 25ª Divisione occuparono la stazione di Horaniu abbandonata e, quello stesso giorno, entrò in funzione la pista aerea di Barakoma, chiudendo Kolombangara in una morsa aerea; quattro giorni più tardi il comando delle operazioni passò alla 3rd New Zealand Division del maggior generale Harold Barrowclough, cui Halsey aveva concesso di avere una parte più attiva nella campagna: man mano che sbarcavano, le truppe alimentarono la risalita dei litorali di Vella Lavella, nel tentativo non riuscito di intrappolare i giapponesi in ritirata verso nord. Il viceammiraglio Kusaka e il generale Imamura, dopo essersi consultati con Sasaki, ritennero arrivato il momento di abbandonare le Salomone centrali: le molteplici evacuazioni, affidate al capace contrammiraglio Matsuji Ijūin, richiesero l'ammassamento di un centinaio di grosse chiatte, spesso modificate all'ultimo momento con armi automatiche e corazzature. Furono anche schierati 18 cacciatorpediniere, soprattutto con compiti di scorta ravvicinata, e i pochi incrociatori dell'8ª Flotta si tennero pronti a partire da Rabaul in caso di necessità. Già la guarnigione di Santa Isabel (3 400 uomini) concentrata nella baia di Rekata era stata tratta in salvo tra il 25 agosto e i primi giorni di settembre. Dal 21 cominciò lo sgombero di Kolombangara e dei presidi di Gizo e Ganongga e, a dispetto dell'intenso contrasto di flottiglie di motosiluranti e di stormi aerei, il 3 ottobre i comandi furono informati che 9 400 uomini erano stati recuperati. Le navi del SOPAC furono tenute a bada dalla presenza di diversi sommergibili, appositamente richiamati da Samejima e schierati a nord di Vella Lavella. Qui erano rimasti circa 600 uomini, pigiati nella baia di Marquana sulla costa nord-occidentale e circondati dai neozelandesi. Il mattino del 6 ottobre Ijūin lasciò Rabaul con 9 cacciatorpediniere e un convoglio di chiatte per salvarli. I suoi movimenti furono scoperti e tre cacciatorpediniere statunitensi gli sbarrarono la strada di notte: ne seguì una confusa battaglia ed entrambi gli schieramenti persero un cacciatorpediniere, ma il gruppo di chiatte (non localizzato) arrivò a Marquana all'inizio del 7, imbarcò le truppe e rientrò senza incidenti a Buin.
La sequenza di battaglie nelle Salomone centrali segnò una svolta importante nella guerra, soprattutto per il logorio imposto all'aeronautica e alla Marina imperiale e la perdita di circa 2 600 uomini per la Flotta dell'Area sud-orientale e l'8ª Armata d'area: ma circa 13 000 effettivi in totale erano stati salvati e ridislocati, per lo più, a Bougainville. Gli Stati Uniti si erano assicurati degli aeroporti che ponevano l'intera Bougainville nel raggio d'azione dell'AirSols; una vittoria pagata con 1 094 morti, oltre 3 800 feriti e migliaia tra malati e casi psichiatrici solo tra le forze di terra.

### La campagna di Bougainville

#### La preparazione

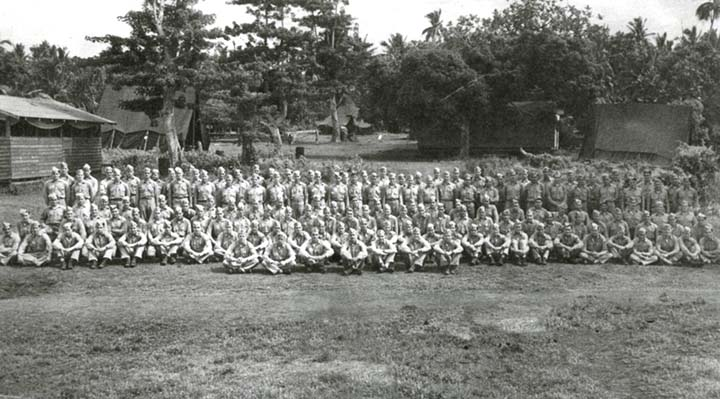
Compagnia G del 2º Battaglione nelle Samoa, dove la 3ª Divisione marine si preparò all'attacco a Bougainville

Nel corso dell'operazione Cartwheel i pianificatori a Washington, al corrente delle necessità del teatro di guerra europeo e consci che ancora a lungo il Pacifico non avrebbe potuto aspettarsi rinforzi sostanziali, suggerirono per la prima volta di evitare Rabaul. Il generale MacArthur fu contattato e, a inizio agosto, il suo stato maggiore presentò il piano Reno II, con il quale egli pensava di liberare le Filippine, sua principale aspirazione; nella prima fase, coincidente con Cartwheel, si prevedeva proprio la cattura di Rabaul per l'inizio del 1944. MacArthur riteneva cruciale occuparla per avere un saldo appoggio in vista delle future operazioni nel Pacifico occidentale, oltre che per questioni inerenti alla campagna in Nuova Guinea, descritta come la via migliore per arrivare al Giappone. Il JCS era abbastanza d'accordo con il generale, ma ribadì che una riconquista di Rabaul sarebbe stata uno spreco di risorse e tempo (la variabile più importante era la quantità di navi per movimentare uomini, mezzi, equipaggiamenti). I capi statunitensi, inoltre, erano già concordi nell'aprire un nuovo fronte nel Pacifico centrale, che avrebbe ricevuto la priorità nella distribuzione delle forze e sarebbe avanzato parallelamente al SWPA e al SOPAC, per costringere l'Impero giapponese a dividere le sue forze; le due direttrici si sarebbero incontrate nelle Filippine. La nuova visione strategica statunitense fu tra gli argomenti discussi con i britannici alla conferenza Quadrant a metà agosto: il 24 agosto i Combined Chiefs of Staff autorizzarono MacArthur e Halsey a procedere con Cartwheel eccetto che per l'ultimo punto. Rabaul doveva essere neutralizzata e saltata mediante una serie di operazioni anfibie sulle isole circostanti, affidate per lo più al SWPA. In base a questa direttiva il SOPAC si volse a studiare l'assalto a Bougainville.

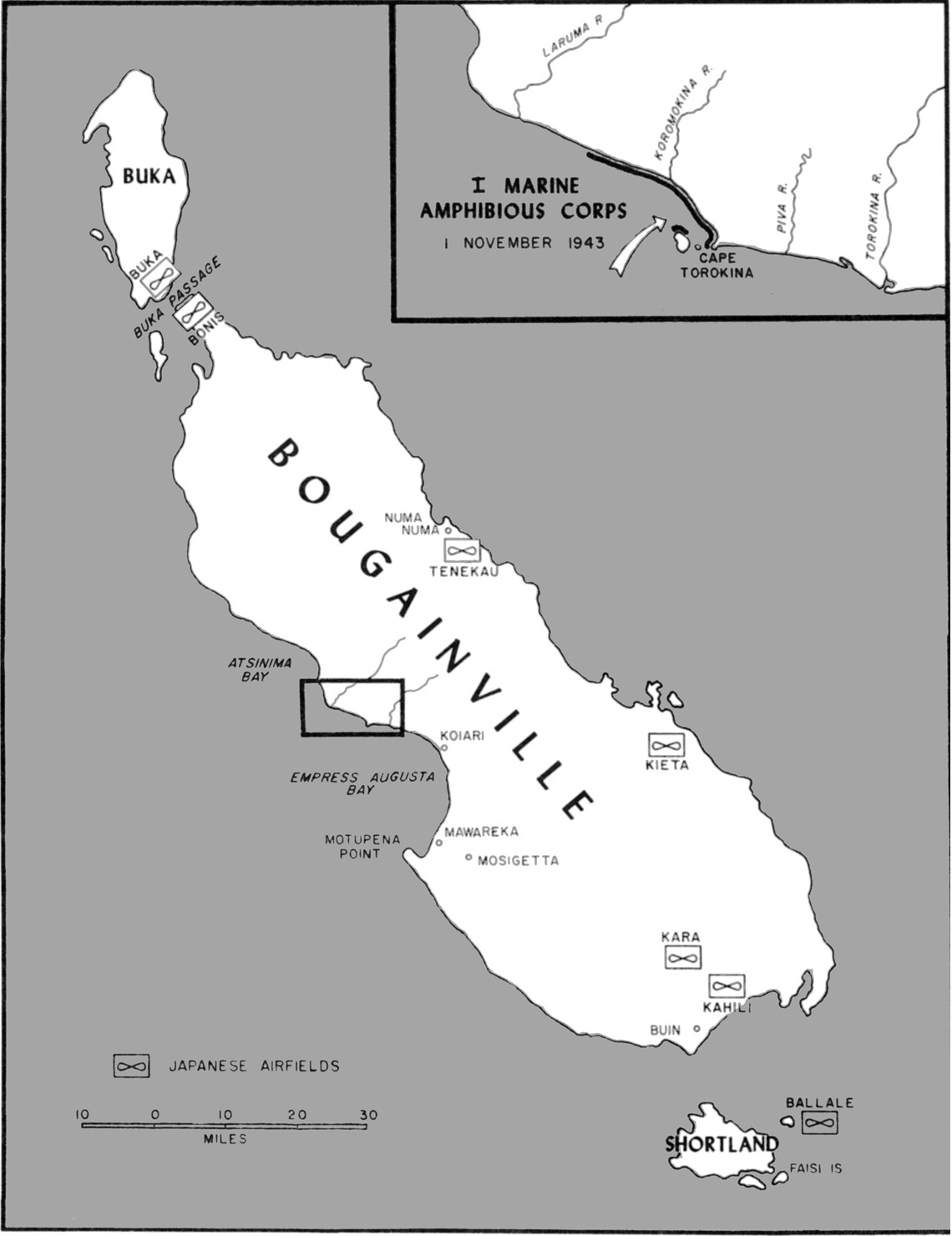
Bougainville: sono segnati gli aeroporti giapponesi e le spiagge di sbarco a Torokina

I piani iniziali, approvati sin dal giugno 1943, avevano previsto la conquista della parte meridionale di Bougainville, comprese le isole Shortland. Tuttavia le decisioni di Quadrant, l'inaspettata durezza della lotta nelle Salomone centrali e il dragaggio di navi, uomini e mezzi in favore della Quinta Flotta complicarono il compito di Halsey. Il I Marine Amphibious Corps (attivo sin dall'ottobre 1942 ma con compiti soprattutto amministrativi e logistici) radunava solo la 3rd Marine Division alla sua prima prova, la Divisione "Americal", la 3ª Divisione neozelandese, la 37ª Divisione ancora a riposo e vari reparti di supporto. Dall'inizio di settembre l'ammiraglio e MacArthur riformularono i piani e considerarono varie possibilità, tutte in funzione delle divisioni disponibili e dei futuri sbarchi sulla parte ovest della Nuova Britannia, per garantirne la copertura dei caccia dell'AirSols (passato al maggior generale Twining in autunno). Visto che a metà novembre molte unità sarebbero tornate a Pearl Harbor, nacque l'idea di sbarcare il 1º nella baia dell'imperatrice Augusta e costruirvi un aeroporto: i giapponesi erano riusciti a sradicare i Coastwatchers dall'isola e fu necessario inviare pattuglie da ricognizioni a bordo di sommergibili. Una di queste confermò che la zona era malamente servita da pochi sentieri, circondata da montagne impervie e con modesti presidi nipponici. Era distante meno di 400 chilometri da Rabaul e circondata da aeroporti ostili, ma Halsey ritenne questo azzardo necessario e, forse, utile a infliggere sin da subito perdite pesanti ai giapponesi. Fu previsto di occupare anche le Isole del Tesoro più a sud per farne un punto d'appoggio, mentre su Choiseul fu prevista una veloce incursione volta a ingannare i comandi avversari spingendoli a credere che le truppe statunitensi avrebbero attaccato le Shortland e la regione di Buin. Il 1º ottobre l'operazione Cherryblossom fu approvata da MacArthur, il quale promise il massimo appoggio aeronautico dalla Nuova Guinea, e dal 18 il generale Twining cominciò continui attacchi agli aeroporti di Bougainville con gli oltre 600 velivoli dell'AirSols, riuscendo a comprometterli seriamente. Halsey organizzò le sue forze anfibie nella TF 31 (contrammiraglio Wilkinson) con a bordo solo la 3ª Divisione marine rinforzata, al comando del tenente generale Alexander Vandegrift per complessivi 20 000 uomini: le unità da trasporto avanzate furono assegnate all'operazione minore sulle Isole del Tesoro. L'aeronautica del SOPAC formava la Task Force 33 (contrammiraglio Fitch); le forze navali, sprovviste di corazzate, la TF 38 (contrammiraglio Frederick Sherman) con le portaerei Saratoga e Princeton e la TF 39 (contrammiraglio Merrill), incaricata di sostenere da vicino l'invasione. Come TF 72 operarono, invece, i sommergibili. Halsey dette al generale Harmon il comando di tutte le operazioni a terra sull'isola in qualità di suo vice.

#### Le disposizioni giapponesi e i primi giorni della campagna
La difesa di Bougainville era compito soprattutto dell'esercito e il tenente generale Hyakutake disponeva sul posto della 17ª Armata (oltre 57 000 uomini, comprese KTR del viceammiraglio Samejima e personale da costruzione). Hyakutake aveva concentrato il grosso di queste forze nella parte sud dell'isola e nelle Shortland, data la presenza degli aeroporti che riteneva essere i principali obiettivi degli statunitensi. Il resto delle truppe lo distribuì sulla costa orientale e a guardia del passaggio tra Buka e Bougainville e delle installazioni lì presenti; l'altro lato dell'isola, dalle spiagge brevi e con un territorio accidentato, lo lasciò a 1 000 soldati suddivisi in piccoli distaccamenti. Il generale era fiducioso di riuscire a fermare gli avversari grazie anche alla vicinanza di Rabaul. Al contrario, nei comandi della Marina imperiale sussisteva qualche timore che il SOPAC potesse saltare Bougainville e attaccare direttamente le Bismarck: le incursioni dell'AirSols, le ricognizioni e l'ascolto delle comunicazioni avversarie, comunque, confermarono che l'isola sarebbe stata investita. Il viceammiraglio Kusaka poteva appoggiare la 17ª Armata con circa 200 velivoli dell'11ª Flotta aerea e di 173 aerei dei gruppi imbarcati, stanziati a Bougainville: nella prima metà di ottobre, infatti, l'ammiraglio Kōga (a imitazione di quanto fatto da Yamamoto in aprile) aveva attivato l'operazione Ro-Gō e gli apparecchi delle portaerei avevano iniziato missioni di disturbo nelle Salomone centrali. Date però le crescenti distruzioni degli aerodromi a Bougainville e la concomitante campagna di bombardamenti della Fifth Air Force del tenente generale George Kenney, Kusaka e il viceammiraglio Jisaburō Ozawa (comandante della 3ª Flotta di portaerei) dovettero spesso far decollare le squadriglie da Kavieng, in Nuova Irlanda. Nei serrati scontri i giapponesi non riuscirono a fermare i preparativi degli Alleati e subirono più perdite degli avversari; neppure riuscirono a scongiurare l'invasione delle Isole del Tesoro, effettuata il 27 ottobre dall'8ª Brigata neozelandese e unità di supporto statunitensi, che iniziarono subito a costruirvi un aeroporto. Alcuni dei trasporti rapidi tornarono a Vella Lavella, caricarono il 2º Battaglione paracadutisti marine e lo sbarcarono di notte nell'angolo nord-occidentale di Choiseul. Il reparto si dedicò a un'intensa attività bellica, tanto che il più numeroso presidio giapponese si radunò per distruggerlo e Hyakutake mise in allerta le truppe nella zona sud di Bougainville. Nella notte tra il 31 e il 1º novembre le TF 38 e 39 bombardarono Buka, Bonis e le Shortland, come se dovessero preparare uno sbarco; invece la mattina presto due reggimenti marine approdarono nella baia dell'imperatrice Augusta, da capo Torokina a sud-est alle paludi del fiume Koromokina a nord-ovest, ostacolati da un singolo pezzo d'artiglieria e meno di 300 soldati. Da Rabaul piombarono tre ondate aeree (quasi tutti caccia, che tuttavia conclusero poco) e nel pomeriggio salpò una squadra formata dal poco naviglio disponibile sul momento dell'8ª Flotta, affiancato dagli incrociatori Myoko, Haguro e cacciatorpediniere della 2ª Flotta (viceammiraglio Takeo Kurita): il contrammiraglio Merrill, con 4 incrociatori leggeri e 8 cacciatorpediniere, combatté abilmente la battaglia della baia dell'imperatrice Augusta, affondando il Sendai e un cacciatorpediniere. Kōga, da Truk, rimase interdetto dall'evolversi della situazione e, pur non volendo rischiare le portaerei, inviò quasi tutti gli incrociatori pesanti della 2ª Flotta e alcuni cacciatorpediniere per schiacciare la testa di ponte statunitense. Magic e la ricognizione aerea svelarono all'ammiraglio Halsey i preparativi nipponici ed egli prese la pericolosa decisione di far avvicinare la TF 38 e usare tutti gli aerei imbarcati per colpire in porto la squadra avversaria. Operando appena a sud di capo Torokina e coperto da pattuglie dell'AirSols, la mattina del 5 novembre il contrammiraglio Sherman fece partire tutti i suoi 97 velivoli, compresi i nuovi caccia Grumman F6F Hellcat, che riuscirono a danneggiare più o meno gravemente gli incrociatori e costringerli a tornare a Truk e in Giappone per il raddobbo. L'11 novembre l'attacco fu ripetuto da tre portaerei inviate dalla Quinta Flotta su ordine di Nimitz che, con 183 aeroplani, causarono altri danni alle unità nipponiche e affondarono un cacciatorpediniere: localizzate e assalite da circa 100 velivoli lanciati da Kusaka, le unità statunitensi ne abbatterono 40 e ripiegarono senza danni. In campo nipponico tali gravi avvenimenti costrinsero a ridimensionare i progetti controffensivi e il viceammiraglio Samejima, nella notte del 6-7, riuscì a far sbarcare a Buka 700 soldati e altri 475 nella zona del Koromokina, dove si unirono ad altri commilitoni. La battaglia della laguna del Koromokina, però, si risolse in uno scacco nipponico e l'ala sinistra dei marine poté avanzare oltre il fiume e stabilire un perimetro difensivo.

#### Messa in sicurezza del perimetro statunitense
Il grosso della 3ª Divisione marine aveva intanto intrapreso l'avanzata verso l'interno sotto la guida del comandante, maggior generale Allen Turnage: con le battaglie del sentiero Piva e di Coconut Grove fu conquistato un terreno adatto a sostenere un aeroporto. Più che altro i problemi affrontati da Turnage furono logistici – scarico di trasporti ed LST, accatastamento del materiale, organizzazione di altri 3 500 uomini arrivati il 6 novembre e così via. Soltanto l'8 si verificò un pesante attacco aereo giapponese che incendiò un trasporto ma, in seguito, l'11ª Flotta aerea si limitò a sporadici attacchi di disturbo notturni. Nel frattempo, il 9 novembre, il generale Vandegrift aveva ceduto il comando del I Corpo anfibio al maggior generale Roy Geiger; aveva poi cominciato ad affluire la 37ª Divisione fanteria cui fu affidata la metà occidentale della testa di ponte che, al 15 novembre, aveva raggiunto un'estensione di 6,3 × 4,6 chilometri, conteneva oltre 33 800 uomini e, soprattutto, due aeroporti in allestimento. Le grandi sfide poste dalla natura del terreno di Bougainville, comunque, misero a dura prova la catena logistica statunitense, resero necessario erigere dal nulla una rete stradale e rallentarono i lavori alle piste; Turnage e Geiger arrivarono a usare gli AMTRAC per rifornire i reparti nella giungla, pure se i contatti con le forze giapponesi dalla parte della 37ª Divisione si erano fatti assai radi. Al contrario la 3ª Divisione s'imbatteva spesso in pattuglie e, il 18, furono scoperti concentramenti sui sentieri Numa Numa, Est-Ovest e catturati documenti che illustravano le disposizioni difensive giapponesi nella zona. Il generale Turnage decise per un immediato attacco, ben supportato da carri armati leggeri e artiglieria. Nella battaglia di Piva Forks scontri sanguinosi si consumarono attorno alla cresta Cibik, occupata con un colpo di fortuna dagli statunitensi e unico punto elevato dell'area circostante, che offriva un'ottima visuale sulla baia. Altri combattimenti si verificarono a ovest e a a sud della cresta, rivelando postazioni campali nipponiche organizzate in profondità e dotate d'artiglieria; il 26 la cresta e la vicina Grenade Hill furono infine poste sotto controllo. Il generale Hyakutake, però, continuava a credere che il I Corpo anfibio, una volta consolidata la posizione, avrebbe cercato alla prima occasione di occupare il passaggio di Buka e non intendeva passare al contrattacco prima che le truppe statunitensi si fossero mosse in quella direzione, per coglierle di sorpresa. Inutili erano state le sollecitazioni del comando della Flotta dell'Area sud-orientale per concentrare le forze ed eliminare quanto prima la testa di ponte di Torokina, la quale rappresentava un grave pericolo per Rabaul. Data la scarsa collaborazione di Hyakutake, i viceammiragli Kusaka e Samejima poterono solo lanciare attacchi aerei al traffico navale (il 17 fu affondato il trasporto rapido USS McKean) e spedire rinforzi e materiali a Buka come richiesto dall'esercito. Nella notte del 25 novembre, però, cinque cacciatorpediniere di ritorno dall'isola furono attaccati d'improvviso da cinque omologhi statunitensi; i giapponesi persero tre navi e fuggirono senza aver inflitto danni agli avversari: fu un duro colpo, che indusse Samejima a interrompere l'uso di cacciatorpediniere in queste missioni (dei quali c'era una carenza sempre più grave).
Pure se ben attestati, Geiger e Turner nutrivano ancora una certa preoccupazione per un possibile attacco giapponese sul fianco destro e, negli ultimi giorni della battaglia di Piva Forks, organizzarono un'incursione del 1º Battaglione paracadutisti marine a Koiari, un villaggio 20 chilometri a sud della testa di ponte, per acquisire maggiori informazioni sui difensori. Il raid di Koiari avvenne il 28 ma incontrò un forte distaccamento giapponese e non approdò a nulla. Impegnativa fu l'operazione contro un massiccio collinare che si ergeva a est della cresta Cibik, formato da tre alture: Hill 600, Hill 600A e la cosiddetta Hellzapoppin' Ridge, che controllavano il sentiero Numa-Numa e garantivano ottimi punti d'osservazione. La loro occupazione era stata ritardata dagli ostacoli logistici e solo dal 27 novembre elementi dei marine avevano cominciato a raggiungere le quote, imbattendosi in drappelli nipponici; il 5 dicembre lo schieramento statunitense era stato rafforzato, ma le truppe imperiali tenevano la parte orientale di Hellzapoppin Ridge e Hill 600A grazie a un intricato sistema difensivo. La battaglia per le alture evolvette in una serie di selvaggi scontri nella giungla, richiese svariati attacchi mirati dell'United States Marine Corps Aviation dal nuovo aeroporto di Torokina operativo dal 9 dicembre, e coinvolse l'artiglieria pesante della 37ª Divisione. Il 26 dicembre le due colline furono finalmente poste in sicurezza e incluse nel perimetro difensivo della testa di ponte. La 3ª Divisione, provata da due mesi di operazioni (1 800 tra morti e feriti), cominciò a rientrare a Guadalcanal e a cedere il suo settore alla Divisione "Americal" che, con la 37ª, formò il XIV Corpo d'armata del generale Griswold, il quale rimpiazzò il I Corpo anfibio di Geiger. Nei mesi successivi, mentre i reparti aeronautici erano impegnati nel martellamento di Rabaul e un secondo aeroporto entrava in funzione a Piva, l'"Americal" segnalò una crescente attività giapponese sia a terra che sul mare; motosiluranti e LCI dalle Isole del Tesoro si dedicarono a colpire i gruppi di chiatte nipponici lungo la costa sud-occidentale di Bougainville, ma gli statunitensi non riuscirono a intercettare che una piccola parte delle forze del generale Hyakutake in marcia nella giungla. Il comandante della 17ª Armata aveva infine riconosciuto che Torokina doveva essere eliminata e aveva ideato l'operazione Ta, un attacco simultaneo su tutti i lati della testa di ponte con oltre 15 000 uomini (che si portarono dietro l'artiglieria attraverso l'isola). Il grande contrattacco scattò l'8 marzo 1944 con un bombardamento delle installazioni e continuò fino al 25 suddiviso in sei assalti; furono realizzate alcune penetrazioni e fu occupata una modesta altura, ma lo slancio nipponico fu infranto dal tiro concentrato dell'artiglieria statunitense e dall'ostinata resistenza dei soldati in posizioni preparate da settimane. Hyakutake lamentò la perdita di circa 6 000 uomini e tornò a un contegno difensivo, concentrando le sue forze attorno a Bonis e Kahili-Buin: l'ironia finale della controffensiva fu la sua sostanziale inutilità, dato che le alte sfere militari avevano deciso di abbandonare Rabaul, martellata da mesi, nel corso di febbraio. Questo fattore contribuì alla piena crisi logistica della 17ª Armata.

### La neutralizzazione di Rabaul

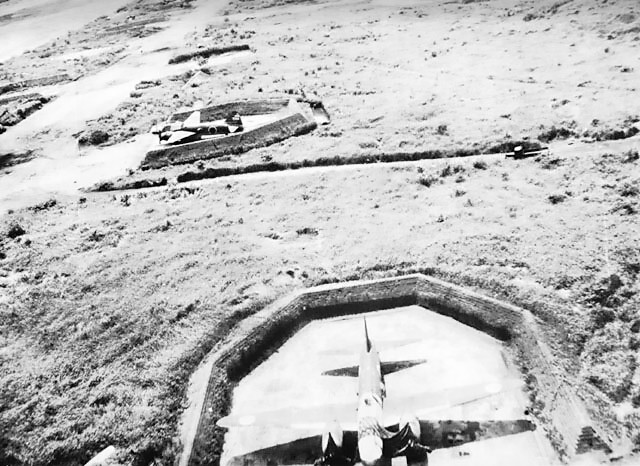
Bimotori giapponesi (forse dei Mitsubishi G4M) in parcheggi protetti a Vunakanau, uno dei cinque aeroporti di Rabaul

Rabaul era stata attaccata dagli aerei alleati sin dal 24 gennaio 1942. Gli australiani lanciarono qualche sporadico attacco fino ai primi giorni del febbraio 1942, disturbando più che danneggiando i giapponesi, e dopo l'invasione di Lae e Salamaua persero le proprie basi avanzate, da dove i bombardieri avevano operato al massimo del loro raggio d'azione. Il 23 febbraio si erano intanto aggiunti i quadrimotori B-17 del generale MacArthur, in grado di colpire Rabaul dall'Australia; il primo attacco fu condotto da 18 aerei. Tuttavia il loro numero era esiguo e gli equipaggi non addestrati a colpire bersagli come le navi: le incursioni sulla base nipponica, perciò, mirarono a rallentare i giapponesi e furono su piccola scala, dato che da marzo ad agosto fu sganciata una media di 130 tonnellate di bombe al mese. Nell'agosto 1942 le operazioni aeree furono affidate alla nuova 5ª Forza aerea del generale George Kenney che, dal momento degli sbarchi a Guadalcanal, tenne sempre da parte una ventina di B-17 per bombardare Rabaul alla bisogna e talvolta di notte: il 7 agosto si era verificata la prima missione sull'obiettivo, terminata in un fiasco totale e con esagerate affermazioni di successo da parte di Kenney. I B-17 eseguirono anche missioni di ricognizione fotografica, le cui informazioni erano poi passate al SOPAC. Il 22 ottobre il generale Kenney inviò i quadrimotori a colpire le numerose navi giapponesi nella baia Blanche e di nuovo gli ordigni mancarono totalmente i bersagli, ma in base ai rapporti dei suoi piloti egli calcolò l'affondamento di 50 000 tonnellate di naviglio. La squadra aerea, peraltro, lottava contro gli stessi problemi dei giapponesi: infrastrutture carenti, mancanza di parti di ricambio, clima corrosivo, tanto che degli aerei disponibili almeno un terzo era sempre inoperabile. La campagna aerea riprese agli inizi del gennaio 1943 con dodici B-17 del 19th Bomber Group, che attaccarono non in formazione ma in solitaria. Kenney riuscì a completare 127 missioni su Rabaul e altre 110 a febbraio, introducendo inoltre l'uso di ordigni incendiari in due grandi raid notturni. L'aeronautica dell'Esercito imperiale (che si occupava del fronte in Nuova Guinea) mise allora in linea i caccia notturni bimotori Nakajima J1N e riuscì a ostacolare gli sforzi statunitensi. Kenney e MacArthur erano anche impegnati nella preparazione delle successive operazioni in Nuova Guinea e la 5ª Forza aerea, dalle risorse non infinite, calò drasticamente la pressione sulla piazzaforte. Lo stato maggiore del SWPA aveva infatti cercato senza successo di influenzare le alte sfere alla "conferenza militare del Pacifico" (marzo 1943) per concedere più B-17: erano gli unici capaci di colpire Rabaul dalle basi allora in mano agli Alleati, che alla data avevano appena 240 bombardieri pesanti, parte del SWPA e parte dell'ammiraglio Halsey.
Le cose non migliorarono molto neppure dopo che gli aeroporti di Guadalcanal, riparati e potenziati, poterono accogliere i gruppi di B-17 e B-24 della 13ª Forza aerea; infatti il loro raggio d'azione non li portava oltre Bougainville. Perciò il generale Kenney dovette continuare ad assumersi la pesante responsabilità degli attacchi a Rabaul, ma l'avvio dell'operazione Cartwheel nell'estate 1943 gli impedì di inviare anche un singolo bombardiere sulla base giapponese, pur avendo circa 600 apparecchi. Da luglio-agosto, dall'aeroporto di Segi in Nuova Georgia e poi da quello di Munda, l'AirSols del contrammiraglio Mitscher cominciò a inviare quasi ogni giorno fino a 80 bombardieri e una folta scorta di caccia su Bougainville. I piloti giapponesi stavano già dando il massimo nelle operazioni aeree sulle Salomone centrali e si aprì, per loro e per il personale a terra, un lungo periodo di ritmi massacranti e di perdite allarmanti tra i veterani. In estate il generale Kenney espresse grande energia per potenziare il suo comando in preparazione della ripresa dei bombardamenti su Rabaul; fu lui, ad esempio, a introdurre nuovi tipi di ordigni, imporre l'utilizzo del Republic P-47 Thunderbolt e perorare l'occupazione delle indifese isole Woolark e Kiriwina per costruirvi aeroporti, che ampliarono il raggio d'azione dell'aeronautica alleata e fornirono preziosi punti d'appoggio per gli aerei danneggiati di ritorno. La regione di Rabaul era infatti ben difesa da 376 cannoni contraerei della Marina e dell'Esercito imperiale, godeva della copertura di quasi trenta radar e sui cinque aeroporti stazionavano i reparti dell'11ª Flotta aerea, sebbene fossero in piena efficienza poco più di 200 degli oltre 600 apparecchi in dotazione. I piloti della 5ª Forza aerea concordavano che la piazzaforte era «l'obiettivo più duro, senza dubbio». Il 12 ottobre 1943 cominciò la neutralizzazione vera e propria di Rabaul: da Port Moresby, baia di Oro e Dobodura decollarono 87 B-17, 114 B-24, 12 Bristol Beaufighter australiani e 125 caccia P-38, accolti da circa 60 Zero. L'aeroporto di Vunakanau fu crivellato e il 751º Gruppo aereo perse circa 30 bombardieri sulle piste e diversi membri del personale di manutenzione, già ridotto all'essenziale, mentre gli Alleati ebbero 5 aerei abbattuti. Il 18 un altro grande stormo della 5ª Forza aerea s'imbatté in un fronte temporalesco e in buona parte tornò indietro, ma una cinquantina di B-24 proseguì e bombardò Rabaul, pur senza particolari risultati. Il 23, 24 e 25 del mese Kenney completò tre altre incursioni sull'obiettivo e, alla fine di ottobre, gli statunitensi avevano sganciato sulla base 683 tonnellate di bombe, ma dovettero interrompere per qualche giorno il martellamento a causa delle condizioni meteorologiche. Il viceammiraglio Kusaka e i suoi ufficiali fecero ampio ricorso alla mimetizzazione, alla dispersione e tempestarono di richieste d'aiuto la Flotta Combinata che, oltre all'operazione Ro, distaccava regolarmente cacciatorpediniere e portaerei per recare a Rabaul equipaggi, parti meccaniche e materiale da costruzione per riparare gli aeroporti. Allestirono inoltre contrattacchi sulle basi e isole cadute in mano agli Alleati (Munda, Vella Lavella, Finschhafen, Lae e Salamaua), ma si scontrarono con il calante numero di velivoli disponibili – l'industria bellica giapponese si dimostrò incapace di sfornare tanti apparecchi da rimpiazzare le perdite – e alcuni loro difetti strutturali, come la scarsa corazzatura.

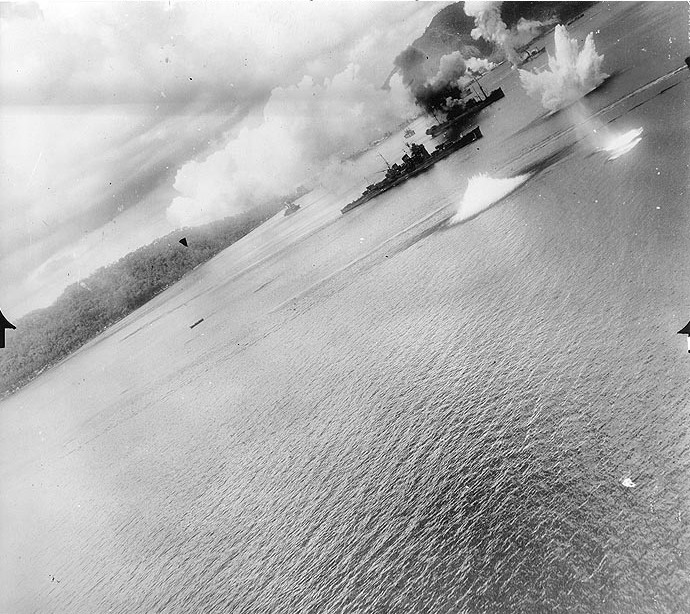
L'attacco del 2 novembre 1943 visto dalla fotocamera di uno degli aeroplani statunitensi; al centro si può riconoscere l'incrociatore pesante Haguro, meno di dodici ore prima impegnato nella battaglia della baia dell'imperatrice Augusta

Il 2 novembre 1943 cominciò una nuova fase. La 5ª Forza aerea, che ora disponeva di basi anche nell'angolo nord-orientale della Nuova Guinea, sferrò un bombardamento con 75 B-25 e 80 P-38 di scorta. Gli statunitensi furono accolti da oltre 100 caccia Zero, appartenenti all'11ª Flotta aerea e alla 3ª Flotta, e ne nacque un grande combattimento, reso ancor più caotico dall'intenso fuoco contraereo da terra e dalle navi. Su questa battaglia entrambi i contendenti produssero rapporti esagerati: nella realtà l'Impero giapponese ebbe 20 aerei abbattuti, due mercantili e un dragamine affondati, mentre gli Stati Uniti persero 9 B-25 e 10 P-38. Il generale Kenney, invece, dichiarò a MacArthur e Halsey che i suoi apparecchi avevano affondato 114 000 tonnellate di naviglio. In occasione degli audaci attacchi delle portaerei di Halsey (5 novembre) fu previsto il coordinato intervento dei bombardieri del SWPA che, però, non riuscirono a sincronizzarsi; arrivati dopo le 12:00, quando ormai i velivoli imbarcati erano quasi tutti scomparsi, i 27 B-24 e i 67 P-38 radunati per l'occasione dettero una mediocre dimostrazione e Halsey inviò accese lamentele al generale MacArthur. Il capo della 5ª Forza aerea si giustificò indicando la stanchezza degli equipaggi e il gran numero di aerei danneggiati e, il 7, compì un attacco all'aeroporto di Rapopo con 26 B-24 seguiti da una forte scorta di caccia, che prevalse in un furioso combattimento contro gli Zero, perdendo 5 aerei contro 22. Il secondo attacco delle portaerei dell'11 novembre, appartenenti al Task group 50.3 del contrammiraglio Alfred Montgomery, fu in parte frustrato dalle fitte nuvole sulla Nuova Britannia orientale, dalle poche navi nipponiche rimaste a Rabaul e dalla micidiale contraerea che abbatté 13 apparecchi, ma per converso la caccia giapponese non si presentò in forze e il contrattacco aeronautico del viceammiraglio Kusaka al Task group causò dure perdite all'11ª Flotta aerea. Il giorno successivo la Flotta Combinata sospese la disastrosa operazione Ro e appena 53 velivoli tornarono a Truk, rimpiazzati da 26 bombardieri in picchiata Aichi D3A che Kōga aveva dirottato appositamente dalle Marshall. Ciò significò che Kusaka e Imamura poterono contare solo sulle rispettive forze aeree e il primo impegnò le proprie nella zona di Bougainville, per lo più in attacchi notturni di disturbo o in pattugliamenti. Furono operazioni costose e dall'esito gramo per i giapponesi, che in tutto il mese di novembre 1943 persero circa 290 apparecchi; tuttavia, dato l'impegno dell'AirSols a Bougainville e della 5ª Forza aerea in Nuova Guinea e nella parte occidentale della Nuova Britannia (per spianare la strada allo sbarco a Capo Gloucester) la regione di Rabaul ebbe un momento di respiro. Samejima ne approfittò per ricostituire in parte i traffici navali costieri, mentre Kusaka fece di tutto per prepararsi a contendere i cieli della base.

Riunione operativa di piloti dell'AirSols prima di intraprendere una delle centinaia di missioni sulla penisola di Gazelle

Il 20 novembre il generale Twining, destinato al fronte italiano, passò il comando dell'AirSols al maggior generale Ralph Mitchell, capace ufficiale che dalla fine del 1942 aveva guidato l'aeronautica dei marine dipendente dal SOPAC. Sotto di lui la difesa notturna della testa di ponte di Torokina fu perfezionata, ad esempio con il massiccio impiego dei Chance Vought F4U Corsair che però, come il resto delle forze aeree di Halsey, decollavano da Barakoma o dalle Isole del Tesoro. Finalmente, il 9 dicembre, l'aeroporto per la caccia fu completato e dal giorno successivo cominciarono a concentrarvisi squadriglie dei marine (compresa la VMF-214 dell'istrionico maggiore Pappy Boyington), aerei da trasporto, caccia Curtiss P-40 "Kittyhawk" neozelandesi. Una settimana più tardi tutto era pronto per la prima incursione di soli caccia su Rabaul, secondo i piani del generale Mitchell per distruggere l'11ª Flotta aerea e dare una mano alle operazioni anfibie intraprese da MacArthur: il 17 dicembre le piste della Nuova Georgia furono lasciate da un grande assembramento, che fece tappa a Torokina e da lì proseguì per Rabaul con i reparti di base nella testa di ponte. I caccia furono ricevuti da circa 110 Zero, ma il vasto scontro provocò perdite risibili per entrambi gli schieramenti, dato che i giapponesi si impegnarono con attenzione, non volendo logorare subito le loro forze (per le quali i rimpiazzi erano diventati ormai difficili). Nei giorni successivi l'AirSols si concentrò sulle installazioni nipponiche a Bougainville, dato il cattivo tempo su Rabaul, e solo il 23 fu possibile allestire una seconda "passata" di caccia; questa volta erano solo 48 aerei, che si sarebbero lanciati sui giapponesi mentre questi erano impegnati ad attaccare una ventina di B-24, incaricati di bombardare il porto. Lo stratagemma ebbe successo (30 Zero abbattuti) e fu ripetuto anche il giorno dopo: Mitchell, soddisfatto, completò una serie alternata di bombardamenti e incursioni di soli caccia per il resto del mese. Intanto, il 25 dicembre e il 1º gennaio 1944, le portaerei USS Bunker Hill e USS Monterey della Task force 38 avevano condotto un attacco aeronavale su Kavieng, sia per disorganizzare la catena logistica avversaria, sia per ostacolare le operazioni aeree nipponiche a Capo Gloucester, dove lo sbarco della 1ª Divisione marine era avvenuto il 26. Era inoltre entrato in funzione l'aeroporto Piva per soli bombardieri, decuplicando così la potenza delle incursioni su Rabaul; nell'attesa della messa a punto finale, fino all'8 gennaio furono i Beaufighter australiani a tenere in continuo allarme i giapponesi, volando in frequenti missioni da Kiriwina a coppie o in solitaria. I giapponesi mantennero un'aspra difesa e il 3 gennaio, tra i loro abbattimenti, ci fu il maggiore Boyington (che divenne prigioniero di guerra).
Intorno al 10 gennaio Mitchell riprese a inviare grossi stormi dell'AirSols su Rabaul, anche di notte, imponendo un ritmo serrato ai bombardamenti e agli attacchi; bombardieri in picchiata Grumman TBF Avenger e Douglas SBD Dauntless si concentrarono sul naviglio in entrata e uscita dalla baia Blanche e, alla fine del mese, sette mercantili e due petroliere erano state affondate. Proprio questa pressione insostenibile spinse l'ammiraglio Kōga a prendere la difficile decisione di spogliare la 2ª Divisione portaerei (Hiyo, Ryuho, Junyo) dei suoi 128 apparecchi e consegnarli alla Flotta dell'Area sud-orientale. Ciononostante, al 31 gennaio i giapponesi erano in grado di tenere in funzione solo uno dei cinque aeroporti: durante tutto il mese gli Alleati avevano eseguito 2 864 voli sulla base rispetto ai 394 del dicembre 1943 e avevano inflitto vaste distruzioni, registrando per contro 65 abbattimenti tra le loro file; in media, ogni giorno, Rabaul era sorvolata da una settantina di apparecchi statunitensi. Le cose peggiorarono ancora durante febbraio, quando il generale Mitchell riuscì a incrementare la giornaliera presenza di velivoli a 150-200. La caccia nipponica ebbe l'ordine esplicito di impegnare combattimento solo in caso di «circostanze di battaglia favorevoli», le postazioni della pur numerosa contraerea cominciarono a essere demolite una a una dagli Avenger, iniziarono a scarseggiare munizioni e soprattutto carburante e pezzi di ricambio. La condizione generale degli uomini era in lento ma costante calo e solo provvidenziali fronti temporaleschi concedevano momentanee pause ai difensori, il cui assedio si fece tuttavia più opprimente con la disfatta imperiale nelle Marshall (31 gennaio-16 febbraio) e il riapparire della 5ª Forza aerea su Kavieng, il 15 febbraio. Quello stesso giorno l'ammiraglio Halsey avviò l'ultima operazione anfibia della campagna nelle Salomone, lo sbarco alle Isole Green (70 chilometri a nord-ovest di Buka, 210 a est di Rabaul), tenute da appena 120 uomini e conquistate in capo a un paio di giorni dalla 3ª Divisione neozelandese. Tuttavia la decisione finale degli ammiragli Kōga e Nagano di abbandonare Rabaul fu causata in particolare dal devastante attacco della Quinta Flotta statunitense a Truk, il 17-18 febbraio: anche se svuotata delle unità maggiori, molti mercantili e diverse navi da guerra furono affondate e decine di aeroplani, pronti per il trasferimento a Rabaul, andarono perduti. Nel quadro del ripiegamento generale verso ovest, Kōga ordinò a Kusaka di radunare tutti gli apparecchi ancora efficienti e inviarli al sicuro a nord, dato che né Rabaul né Truk erano ormai più difendibili. Proprio quella notte 5 cacciatorpediniere della Terza Flotta bombardarono obiettivi sulla costa meridionale della baia Blanche, sfuggendo al tiro dell'artiglieria costiera e ripiegando al mattino senza che un solo aereo nipponico li inseguisse. Il 19 febbraio si verificò l'ultimo scontro aereo tra 36 Zero e 139 velivoli dell'AirSols, che rispettivamente persero 8 e una unità; il giorno dopo Kusaka spedì nelle Caroline circa 70 velivoli e ne tenne una trentina, danneggiati. Arrivarono inoltre due trasporti e qualche sommergibile sui quali prese posto il prezioso ed esperto personale della manutenzione, ma le due navi caddero vittima dei bombardieri statunitensi e poi di due cacciatorpediniere, che si accanirono sul rimorchiatore Nagaura arrivato a salvare i naufraghi. Si concluse così la lunga lotta aerea per Rabaul, i cui costi sono però di difficile misurazione: le fonti parlano di 789/863 aerei nipponici distrutti e circa 150 apparecchi alleati abbattuti.

### Ultime operazioni: marzo 1944-agosto 1945

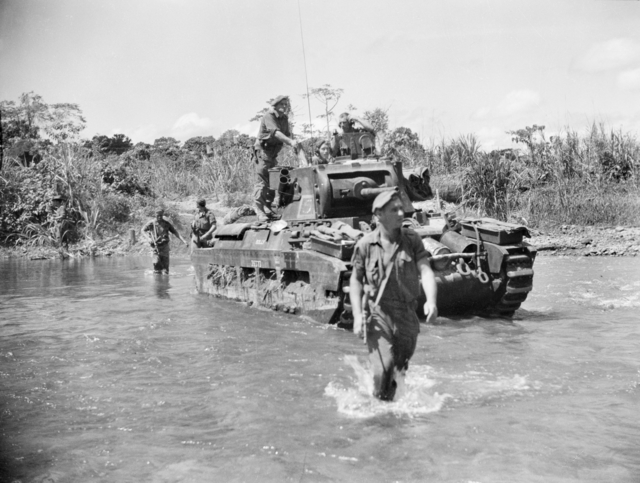
Truppe australiane, appoggiate da un Mk II Matilda, attraversano uno dei numerosi fiumi nella Bougainville meridionale, nel tentativo di riconquistare l'isola. L'operazione fallì per la coriacea resistenza nipponica e le difficoltà geografiche.

Con la fine di Rabaul la campagna delle Salomone calò decisamente d'intensità e d'importanza, perché l'equilibrio della guerra contro l'Impero giapponese si era spostato nel Pacifico centrale e nella Nuova Guinea occidentale: il SOPAC aveva compiuto la sua missione e il generale MacArthur chiese e ottenne di ridislocarne divisioni, squadriglie e navi sotto il suo diretto comando. Già si erano avuti cambiamenti ai vertici il 15 marzo, quando il generale Mitchell aveva passato l'AirSols al maggior generale Hubert Harmon dell'esercito, dato che era stato scelto per rimpiazzare l'ammiraglio Fitch alla testa di tutte le forze aeree del SOPAC. L'ordine di trasferimento desiderato da MacArthur fu redatto dal JCS il 25 marzo 1944 e divenne effettivo il 15 giugno. Da quel giorno il SWPA tornò ad avere piena responsabilità sino al 159° latitudine est (il vecchio confine con il SOPAC) e il generale ebbe sotto di sé il XIV Corpo d'armata, altre sei divisioni di fanteria e potenziò la sua United States Seventh Fleet con 30 navi da guerra, 30 sommergibili e un centinaio di imbarcazioni anfibie di vario tipo. In contemporanea l'ammiraglio Halsey lasciò il teatro operativo e fu destinato al Pacifico centrale, per alternarsi con l'ammiraglio Spruance alla testa della Quinta Flotta, così come le forze dei marine; fu sostituito dal viceammiraglio John H. Newton. L'AirSols fu sciolto e parte delle sue componenti riorganizzate nel nuovo NorSols, affidato all'esperto Mitchell e che per oltre il 50% fu costituito da stormi aerei marine; la 13ª Forza aerea confluì invece con la 5ª nelle Far East Air Forces capitanate dal generale Kenney e destinate a operare nel Pacifico occidentale. Oltre a occuparsi di Rabaul, il NorSols fu incaricato di dare pieno appoggio alle truppe australiane, che difettavano di una grossa aeronautica. Il SWPA, infatti, si era attivato per sondare la disponibilità di Canberra a farsi carico delle zone occupate nel vecchio Territorio della Nuova Guinea, poiché MacArthur e i suoi collaboratori ritenevano giusto che fosse il Commonwealth britannico a concludere l'ultima fase delle operazioni in questo settore (e sbloccare così le divisioni statunitensi richieste per la liberazione delle Filippine). Il 12 luglio il generale ebbe uno scambio positivo con il tenente generale Thomas Blamey, che la pensava allo stesso modo; perciò in ottobre e novembre gli australiani presero il posto del XIV Corpo a Bougainville, della 40ª Divisione fanteria in Nuova Britannia e dei presidi a Emirau, isole Green, del Tesoro e Nuova Georgia – sebbene, a questo punto della guerra, gli aeroporti di Munda e Segi avessero diminuito assai l'attività. Blamey distaccò due brigate per le operazioni di contenimento in Nuova Britannia e ne inviò cinque su Bougainville sotto il comando del II Corpo d'armata del tenente generale Stanley Savige. Sull'isola la 17ª Armata giapponese, del tutto tagliata fuori, era andata incontro a una gravissima crisi alimentare e buona parte dei soldati era stata dirottata a coltivare campi e pescare; centinaia, comunque, erano i casi di morte per inedia o malattia. A fine anno gli australiani, con gran dispiegamento di mezzi, cominciarono ad avanzare in tutte le direzioni dalla baia dell'imperatrice Augusta e la porzione centrale dell'isola fu presa senza particolari problemi. Quando però tentarono di procedere verso Bonis-Buka e Buin-Kahili incontrarono un'aspra resistenza: i giapponesi combattevano per difendere i terreni da cui ricavavano il sostentamento. Il generale Hyakutake soffrì un ictus nel corso delle operazioni e nel febbraio 1945 il tenente generale Masatane Kanda, comandante della 6ª Divisione, lo rimpiazzò e impresse ancora più foga e determinazione nella lotta. La stagione delle piogge rese impraticabili i fiumi e i sentieri, tanto che Savige fu costretto a sospendere le operazioni senza essere riuscito a occupare le due estremità di Bougainville.

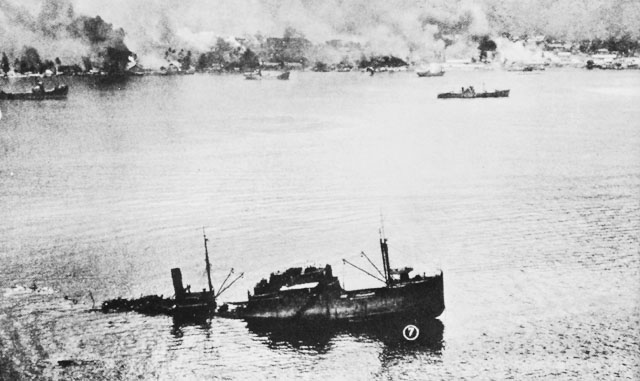
Un mercantile semiaffondato nella baia di Rabaul, avvolta dal fumo in secondo piano; nel settembre 1945 la città era stata per lo più rasa al suolo

Per quanto riguarda Rabaul e le Bismarck, furono lasciate indietro e il loro blocco fu perfezionato con le rapide conquiste delle isole dell'Ammiragliato (29 febbraio-24 marzo, sebbene qualche resistenza si ebbe fino a metà maggio) e della deserta Emirau (20 marzo), effettuate da truppe del generale MacArthur. Nella penisola di Gazelle e in Nuova Irlanda rimasero intrappolati Imamura, Kusaka e circa 100 000 uomini, annidati in centinaia di fortificazioni e tunnel, appoggiati da artiglieria e carri armati. I due ufficiali non osarono intraprendere alcuna offensiva e ordinarono vasti lavori difensivi, aspettandosi uno sbarco in forze degli Alleati che non arrivò mai. D'altro canto furono costretti a usare parte della guarnigione per coltivare campi agricoli e salvaguardare le ingenti scorte messe da parte. La piazzaforte continuò a essere attaccata e a essere sfruttata per impratichire i nuovi equipaggi nel corso di "esercitazioni" realistiche, testare nuove tecniche o nuove armi (compreso un rudimentale drone teleguidato); solo a febbraio furono sganciate oltre 3 300 tonnellate d'esplosivo e, fino al luglio 1944, piovvero mediamente 1 800 tonnellate di ordigni. Quello stesso mese i militari nipponici rinunciarono a tenere operativo l'aeroporto di Lakunai, il più vicino a Rabaul, e tutte le risorse furono dirottate su Vunakanau, dato che Kusaka aveva organizzato una sorta di guerriglia aerea, utilizzando i rottami sparpagliati per tenere in efficienza i pochi velivoli rimasti. Da quelle piste si svolse l'ultima azione dell'11ª Flotta aerea: il 27 maggio 1945 decollarono due bombardieri che attuarono un raid di disturbo nelle isole dell'Ammiragliato, divenute un importante ancoraggio statunitense. Alla fine della guerra la regione di Rabaul era stata colpita da circa 30 000 tonnellate di bombe e, degli oltre 1 400 edifici in città, ne erano rimasti in piedi appena 122. Il 15 agosto fu radiodiffusa la notizia della resa del Giappone, accolta con circospezione dalla Flotta dell'Area sud-orientale e dall'8ª Armata d'area; in ogni caso si aprirono prudenti trattative con rappresentanti del SWPA e delle forze armate australiane. Dopo molti tentennamenti, e messa tacere l'ostinata opposizione del generale Kanda, il 6 settembre Kusaka e Imamura salirono a bordo della portaerei HMS Glory, ancorata nel canale tra Nuova Britannia e Nuova Irlanda, e sottoscrissero la resa di tutte le forze ai loro ordini. Due giorni più tardi Kanda e il viceammiraglio Samejima ripeterono la cerimonia al posto di comando del II Corpo d'armata, a Torokina.

## Conclusioni

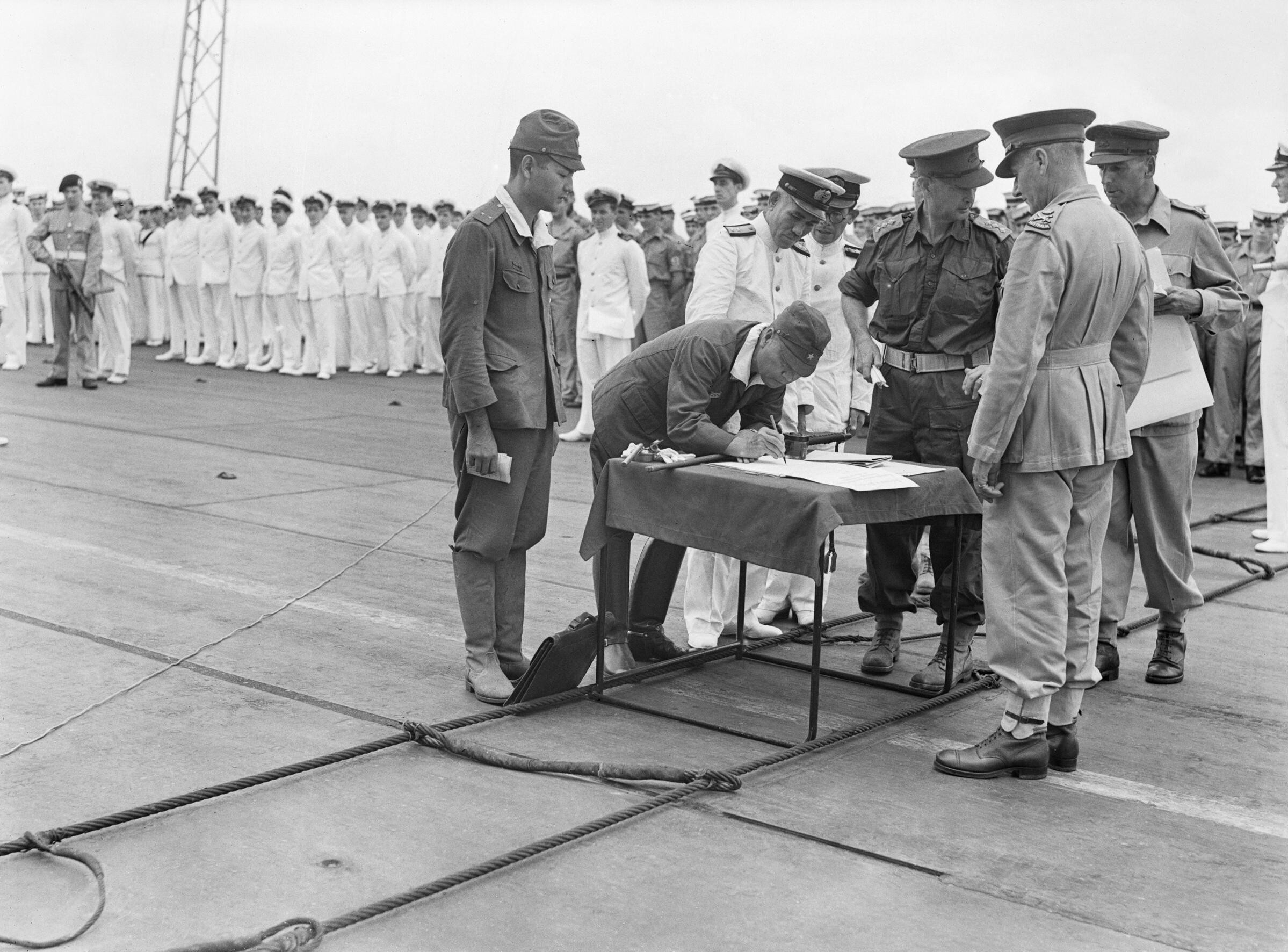
La resa della Flotta dell'Area sud-orientale e dell'8ª Armata d'area sul ponte di volo della portaerei Glory: il generale Imamura, chinato, sta apponendo la sua firma; in piedi alla sua sinistra il viceammiraglio Kusaka. All'altro capo del tavolino si trova il tenente generale Vernon Sturdee, che ha appena firmato in rappresentanza delle potenze alleate.

La campagna delle Salomone è annoverata tra le più cruciali dell'intera guerra nel Pacifico e impose ai belligeranti un continuo e crescente sforzo logistico, che alla lunga solo gli Stati Uniti furono in grado di gestire e persino alleviare, in virtù della loro potenza industriale. È interessante notare come sia iniziata quasi in sordina, dato che l'Impero giapponese accordò a questo angolo dei suoi domini solo una frazione dei suoi mezzi e gli Alleati, per converso, passarono alla controffensiva con uno schieramento del tutto inadeguato. Tuttavia, a Guadalcanal, gli Stati Uniti riuscirono a prevalere grazie sostanzialmente a due fattori: da una parte i giapponesi sottovalutarono a lungo la minaccia, dall'altra gli Alleati, specie gli Stati Uniti, fecero ampio affidamento sull'intelligence in tutte le sue forme (Coastwatchers, Magic, ricognizioni) per combattere al momento e con le forze opportune. Non che Tokyo non disponesse di servizi d'informazione ma, rispetto a quelli degli avversari, funzionavano a un livello meno sistematico e, soprattutto, con meno risorse; non si arrivò mai all'abbondanza di agenzie degli anglo-statunitensi. Tra l'altro la vasta capacità alleata di decodifica consentì l'uccisione dell'ammiraglio Yamamoto in volo nell'aprile 1943, considerato un momento dirimente nella guerra; eppure era stato proprio lui a impiegare in modo frammentario e separato la Flotta Combinata, favorendo gli avversari, quando fino al novembre 1942 almeno un massiccio intervento avrebbe, molto probabilmente, trasformato l'operazione Watchtower in una disfatta alleata. Il margine di vantaggio nipponico dopo Midway fu progressivamente eroso e si deve rilevare la vacuità della strategia nipponica già all'inizio del 1943: resistere a oltranza, infliggere il massimo numero di perdite, barattare spazio per tempo. La dura lotta d'attrito, però, consumò navi e aerei a ritmi insostenibili per l'Impero nipponico – elementi importanti nella natura tridimensionale del conflitto oceanico. A titolo d'esempio, tra il dicembre 1941 e il giugno 1943 il Giappone varò 29 cacciatorpediniere, gli Stati Uniti 150; ed era proprio il tipo di vascello che, per gli ammiragli nipponici, rivestì maggiore importanza nelle acque delle Salomone e deteneva un ruolo cruciale nelle loro tattiche di combattimento notturno. Fu in questo ambito che i giapponesi mantennero a lungo la superiorità e inflissero sonore sconfitte alla meno esperta e meno preparata Marina statunitense, vincendo 10 delle 13 battaglie di superficie tra le Salomone che non coinvolsero portaerei; l'ultima vittoria fu quella del 6-7 ottobre 1943. Proprio a fine anno i comandanti statunitensi poterono dichiarare di aver almeno colmato il divario (anche se i loro siluri rimasero sempre una spanna sotto ai letali Type 93 giapponesi) e il declino navale del Sol Levante si accentuò rapidamente. Le Salomone furono inoltre il laboratorio per migliorare la composizione delle flotte da battaglia (la cui potenza fu da allora misurata in portaerei, non più in corazzate), potenziare la gestione centralizzata delle pattuglie aeree, modellare la guerra anfibia moderna e ideare mezzi appropriati, riconoscere la centralità delle unità da costruzione e del genio: tutti insegnamenti i cui effetti divennero palesi nell'ultimo anno e mezzo di guerra. Servì invece il massacro di Tarawa (20-23 novembre 1943) per porre rimedio al dilettantismo nei bombardamenti costieri, un aspetto che ancora all'epoca dell'attacco a Bougainville era negletto.

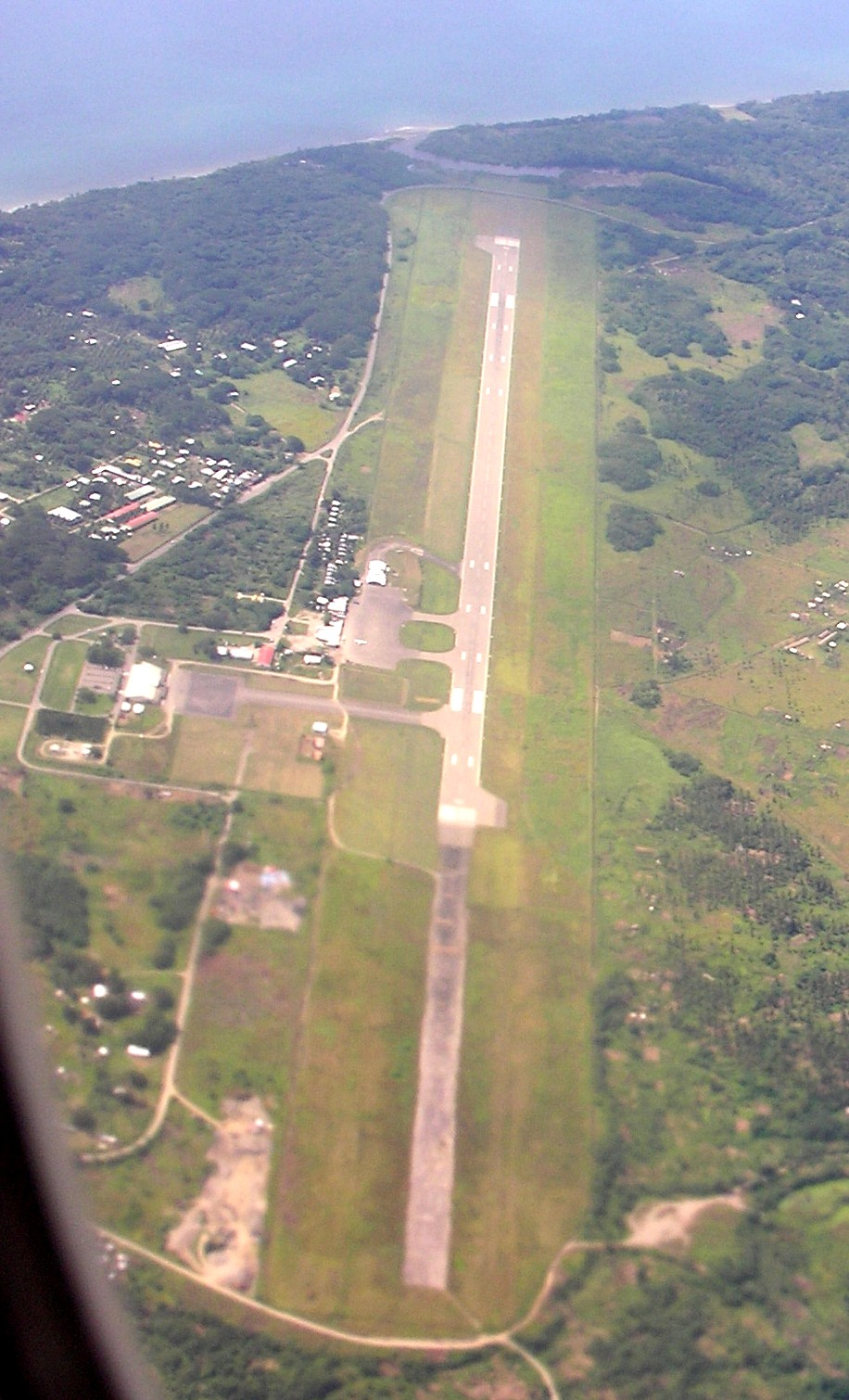
Henderson Field ha continuato a operare voli civili dopo la guerra, con il nome Aeroporto Internazionale di Honiara, capitale delle Salomone indipendenti

Riguardo all'aeronautica, i giapponesi si trovarono progressivamente in difficoltà. Halsey e MacArthur capitalizzarono infatti la loro superiorità aerea: tra l'estate 1942 e l'autunno 1943 le Salomone videro l'entrata in servizio di cinque nuovi modelli di aeroplani (come l'Hellcat, l'Avenger, il Corsair) e in numeri sempre più elevati. Al contrario Tokyo rimase assai indietro e, ancora a fine 1943, il principale caccia navale era sempre lo Zero, pur fornito in versioni migliorate. L'inadeguatezza della base industriale nipponica rese inoltre difficile rimpiazzare le montanti perdite: negli scontri nelle Salomone il Giappone perse 1 467 caccia e 1 199 tra aerosiluranti e bombardieri in picchiata. Alla luce di questo, nonché della disponibilità di radar efficienti, rimane sorprendente l'incapacità statunitense di contestare con successo le abili evacuazioni nipponiche, ancorché alla fine non ebbero un peso decisivo nel quadro globale della campagna. Lo scadimento qualitativo di mezzi e piloti imperiali coinvolse anche i gruppi imbarcati, oltretutto distaccati a terra per rinforzare il viceammiraglio Kusaka; ciò impedì alla flotta di portaerei nipponiche di riprendersi adeguatamente da Guadalcanal, così come di intervenire incisivamente nell'estate-autunno 1943. Il disastro d'inizio novembre a Rabaul, colpita dalle portaerei di Halsey e Nimitz, sancì questo stato di cose e fece sì che la Quinta Flotta statunitense, nella campagna delle isole Gilbert e Marshall, potesse agire pressoché indisturbata. Con gli incrociatori pesanti fuori uso e la branca aeronavale esangue, l'ammiraglio Kōga poté solo ordinare azioni minori dagli aeroporti delle isole Marshall e inviare qualche sommergibile. La Leapfrogging strategy continuò a complicare la conduzione giapponese della guerra fino alla fine e, in combinazione con la rete di nuovi aeroporti costruiti in tempi rapidi, determinò il destino ultimo di Rabaul, ridotta a vasto cimitero. Nelle battaglie terrestri l'Esercito imperiale dette prova di notevole aggressività ma anche di continui fallimenti in assalti spettacolari e assai costosi. Peraltro, almeno fino all'estate 1943, tra la truppa statunitense era diffusa l'idea che i giapponesi fossero "combattenti da giungla" naturali e ne temevano le capacità di mimetizzazione, di organizzare imboscate e di costruire sistemi difensivi complessi, con riflessi negativi sulla condotta tattica: durante e dopo la campagna in Nuova Georgia il generale Griswold lamentò il panico che si diffondeva quando correva notizia di infiltrazioni giapponesi. Queste tendenze erano rafforzate da pregiudizi, razziali o indotti dalla propaganda, e dal tipico rifiuto nipponico di arrendersi, ben esemplificato dalle guarnigioni rimaste accerchiate. I giapponesi rimasero però esposti al gran numero di patologie tropicali, contro le quali non avevano che rudimentali profilassi, e in certi casi, come a Bougainville, i morti per malattia furono superiori a quelli in battaglia; si aggiunse una logistica approssimativa, quando non del tutto trascurata dagli ufficiali, che ebbe le più gravi conseguenze su un fronte come quello delle Salomone. Gli Alleati, con ampie risorse navali, una ramificata logistica e un'attenzione particolare al benessere delle truppe, riuscirono a ovviare a tale problema.
Diversamente dai teatri bellici europei, le isole avevano una ridotta popolazione autoctona che, fino al 1942, avevano avuto contatti soprattutto con missioni religiose, con i pochi piantatori/coltivatori e con qualche sparuto militare; nelle isole più grandi era ancora praticato il nomadismo e la valuta corrente, all'epoca della guerra, erano le conchiglie. D'improvviso i melanesiani furono catapultati in un conflitto enorme e alieno, che popolò le Salomone di aeroplani, grandi navi d'acciaio, mezzi a motore d'ogni tipo, armi sconosciute e distruttive. I capiclan e capitribù si videro costretti a scegliere da che parte schierarsi e, forse inaspettatamente, la stragrande maggioranza degli indigeni rimase fedele ai bianchi, che pure erano in un certo senso gli "oppressori". In 400 circa collaborarono o lavorarono con i Coastwatcher, dando loro rifugio e cibo, altri 680 fecero parte della British Solomon Islands Protectorate Defence Force, oltre 3 200 (per lo più provenienti da Malaita e isole Florida) furono arruolati nel Solomon Islands Labor Corps e fornirono manodopera a Guadalcanal. Eserciti di decine di migliaia di uomini si riversarono sulle isole, superando in numero le antiche comunità tribali (anche riguardo ai morti); perciò le autorità militari alleate cercarono di limitare l'impatto sui locali, ad esempio vietando l'accesso o la permanenza nei villaggi. Si verificarono comunque alcuni incidenti, come sulle isole Russell nella primavera 1943: due marinai di una motosilurante, avventuratisi in esplorazione su una piccola imbarcazione, s'imbatterono in alcune donne del posto e furono minacciati con lance dagli uomini della tribù, che li costrinsero a fuggire. In generale, comunque, gli incontri con i nativi furono amichevoli o neutri. Circa i giapponesi, dopo un'iniziale accoglienza positiva, i nativi cercarono di evitarli oppure li combatterono, come accadde a Bougainville, dove il forzato prelevamento di manodopera causò uno stato di guerra con alcuni gruppi autoctoni; le sofferenze delle popolazioni melanesiane si accentuarono nelle isole rimaste sotto assedio, dato che le truppe giapponesi si appropriarono delle scarse risorse disponibili per sopravvivere.

### Bibliografiche
1. ↑  Morton, pp. 538, 540. Il totale di effettivi comprendeva 5 divisioni, personale dell'esercito (inclusa l'aeronautica), dei marine e della marina (sia a terra che sulle navi). Sono conteggiati tutti tipi di velivoli, imbarcati o a terra, di esercito, marina e marine.
2. ↑  Miller, pp. 46-47. Il totale di truppe comprende effettivi dell'esercito e della marina: nelle sole Salomone erano schierati circa 25 000 effettivi dei due servizi. Gli apparecchi erano sia della marina (300) sia dell'esercito (240).
3. ↑  Millot, pp. 115-116; Dull, pp. 42-44.
4. ↑  Morton, pp. 201-202, 205-211.
5. ↑  Morton, pp. 240-252; Miller, pp. 1-3.
6. ↑  Morton, pp. 256-260; Frank, pp. 15-16.
7. ↑  Morton, pp. 198-200, 212-216; Frank, pp. 18-22.
8. ↑  Frank, pp. 23-25; Prados, pp. 5-6; Morton, pp. 216-217.
9. ↑  Dull, pp. 118-166; Frank, pp. 38-42.
10. ↑  Prados, pp. 13-16; Frank, pp. 43-45.
11. 1 2  Shaw, Kane, pp. 18-21, 442-445; Miller, pp. 22-23; Morton, p. 11.
12. ↑  Morton, pp. 200, 215.
13. ↑  Frank, pp. 28-30; Prados, pp. 25-30.
14. ↑  Millot, pp. 187-190; Prados, p. 14; Frank, p. 31.
15. ↑  Morton, pp. 289-303, 325; Frank, pp. 50-51.
16. ↑  Morton, pp. 324-327; Frank, pp. 59-140.
17. ↑  Morton, pp. 327-329; Frank, pp. 141-250; Millot, p. 310.
18. ↑  Morton, pp. 329-345, che si dilunga in specie sulla questione delle forze aeronautiche nel Pacifico meridionale; Frank, pp. 253-401.
19. ↑  Morton, pp. 345-348; Frank, pp. 411-430; Ford, p. 104.
20. ↑  Frank, pp. 431-491; Millot, pp. 393-416.
21. ↑  Morton, pp. 348, 352-357; Frank, pp. 493, 501-502.
22. ↑  Morton, pp. 364-365; Frank, pp. 494-516, 534-539; Prados, pp. 200-201, 206-212.
23. ↑  Frank, pp. 540-597; Dull, pp. 253, 258-260.
24. ↑  Frank, pp. 601-615.
25. ↑  Miller, pp. 32-36; Morton, pp. 367-369; Prados, pp. 251-256. L'aeronautica dell'Esercito imperiale operò quasi sempre in Nuova Guinea. Vedi Shaw, Kane, pp. 447-448.
26. ↑  Morton, pp. 357-363, 370-399; Miller, pp. 9-19, 25-31.
27. ↑  Shaw, Kane, pp. 23-26, 30-31, 455-458.
28. ↑  Millot, pp. 476-484; Prados, pp. 260-274; Shaw, Kane, pp. 471-472.
29. ↑  Shaw, Kane, pp. 51-54, 63-87; Miller, pp. 72-91, 94-95.
30. ↑  Dull, pp. 273-277; Prados, pp. 285-292; Miller, pp. 96-126, 135-136.
31. ↑  Shaw, Kane, pp. 36, 107-108; Miller, pp. 139-142; Dull, p. 277.
32. ↑  Miller, pp. 143-153, 158-159, 163-164; Shaw, Kane, pp. 100-116.
33. ↑  Miller, pp. 171-172; Shaw, Kane, pp. 148-152.
34. ↑  Dull, pp. 278-279; Millot, pp. 494-500.
35. ↑  Prados, pp. 302, 306-307; Morton, pp. 543-550.
36. ↑  Miller, pp. 172-181; Millot, pp. 501-505.
37. ↑  Miller, pp. 181-186; Millot, pp. 506-513; Shaw, Kane, pp. 153-160.
38. ↑  Miller, p. 187; Prados, p. 309; Shaw, Kane, p. 161.
39. ↑  Morton, pp. 513-520, 525-527.
40. ↑  Miller, pp. 225-229, 232.
41. ↑  Miller, pp. 233-248; Dull, pp. 288-293; Millot, pp. 514-532.
42. ↑  Shaw, Kane, pp. 225-229, 240-269; Dull, pp. 294-295.
43. ↑  Shaw, Kane, pp. 270-281, 284-287. Millot propone la traduzione "lancio infernale di petardi" per il termine Hellzapoppin. Vedi Millot, pp. 590-591.
44. ↑  Prados, pp. 23-24, 43; Shaw, Kane, p. 478.
45. ↑  Prados, pp. 60, 125, 248-250; Morton, pp. 391-395.
46. ↑  Prados, pp. 315-320; Millot, pp. 513-514; Shaw, Kane, pp. 479-481. I due autori, alle pp. 449-454, 460-465, forniscono inoltre informazioni dettagliate sui principali tipi di aerei giapponesi e statunitensi nella lotta per Rabaul.
47. ↑  Prados, pp. 331-334; Millot, pp. 529-530.
48. ↑  Prados, pp. 340-342, 345-346; Shaw, Kane, pp. 482-487.
49. ↑  Millot, pp. 590-592; Shaw, Kane, pp. 487-492.
50. ↑  Prados, pp. 346-349; Shaw, Kane, pp. 495-503; Millot, p. 594.
51. ↑  Shaw, Kane, pp. 527-528, 530.
52. ↑   Basil Henry Liddell Hart, Storia militare della seconda guerra mondiale, Verona, Mondadori, 1971,  p. 960, ISBN non esistente. (EN) Pacific War online Encyclopedia: Hyakutake Harukichi, su pwencycl.kgbudge.com. URL consultato il 10 dicembre 2020. Nel settembre 1944 fu disattivato anche il comando dell'Esercito nel SOPAC e il generale Harmon passò a dirigere le United States Army Air Forces in the Pacific Areas; vedi (EN) Lieutenant General Millard F. Harmon, su af.mil. URL consultato il 17 dicembre 2020.
53. ↑  Miller, pp. 311-312, 379-380; Prados, pp. 348-349; Shaw, Kane, pp. 523-526.
54. ↑  Shaw, Kane, p. 538.
55. ↑  Ford, pp. 123-125, 182-187, 196; Prados, pp. 350-354; Dull, pp. 341-342.
56. ↑  Ford, pp. 106-108, 140-145; Miller, p. 246; Prados, p. 356.
57. ↑  Dull, p. 342; Prados, pp. 355, 357.
58. ↑  Dull, p. 294; Millot, pp. 572-573, 594.
59. ↑  Ford, pp. 170-175.
60. ↑  Prados, pp. 293-295;  Jean-Louis Margolin, L'esercito dell'Imperatore. Storia dei crimini di guerra giapponesi (1937-1945), Torino, Lindau, 2009  [2007],  pp. 326-327, ISBN 978-88-6708-282-7.

### Esplicative
1. ↑  Nell'Esercito imperiale giapponese non esisteva il livello gerarchico del corpo d'armata e divisioni, brigate e simili erano assegnate direttamente ad "armate" che, come dimensione, erano equiparabili ai corpi d'armata occidentali. Il corrispettivo nipponico dell'armata era la cosiddetta "armata d'area". Due o più armate d'area costituivano un'armata regionale (il gruppo d'armate occidentale). Vedi Morton, pp. 238-239.
2. ↑  Verso la metà del novembre 1942 l'ammiraglio Nimitz aveva contattato la Royal Navy per ottenere una portaerei da destinare al SOPAC e, nel gennaio 1943, la Victorious si fermò al Norfolk Naval Shipyard per il necessario riequipaggiamento. In aprile Halsey fu raggiunto dall'unità britannica e l'Enterprise poté finalmente rimpatriare per essere riparata. Tuttavia, attorno alla metà di aprile, Nimitz fu informato che 8 portaerei della classe Essex si sarebbero man mano unite alla Flotta del Pacifico durante il 1943: il 1º agosto, perciò, la Victorious fu restituita e rimpiazzata dalla portaerei leggera USS Princeton. Vedi Prados, pp. 167-168, 241, 279.